# Lucas Cranach starší

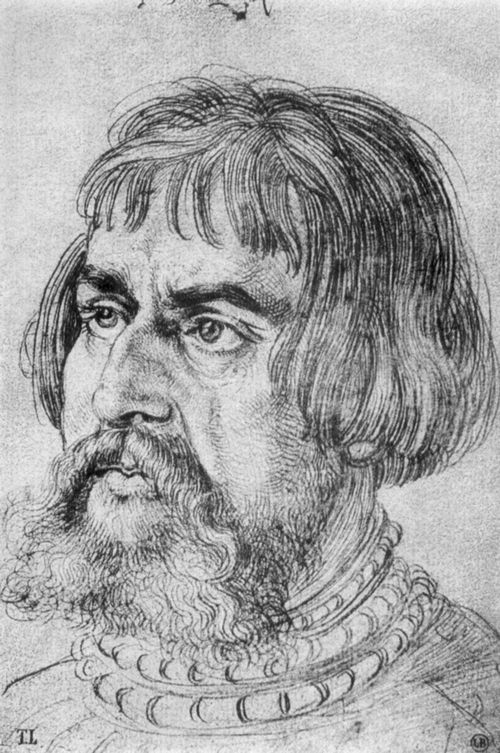
Dürerův portrét Lucase Cranacha (1524)

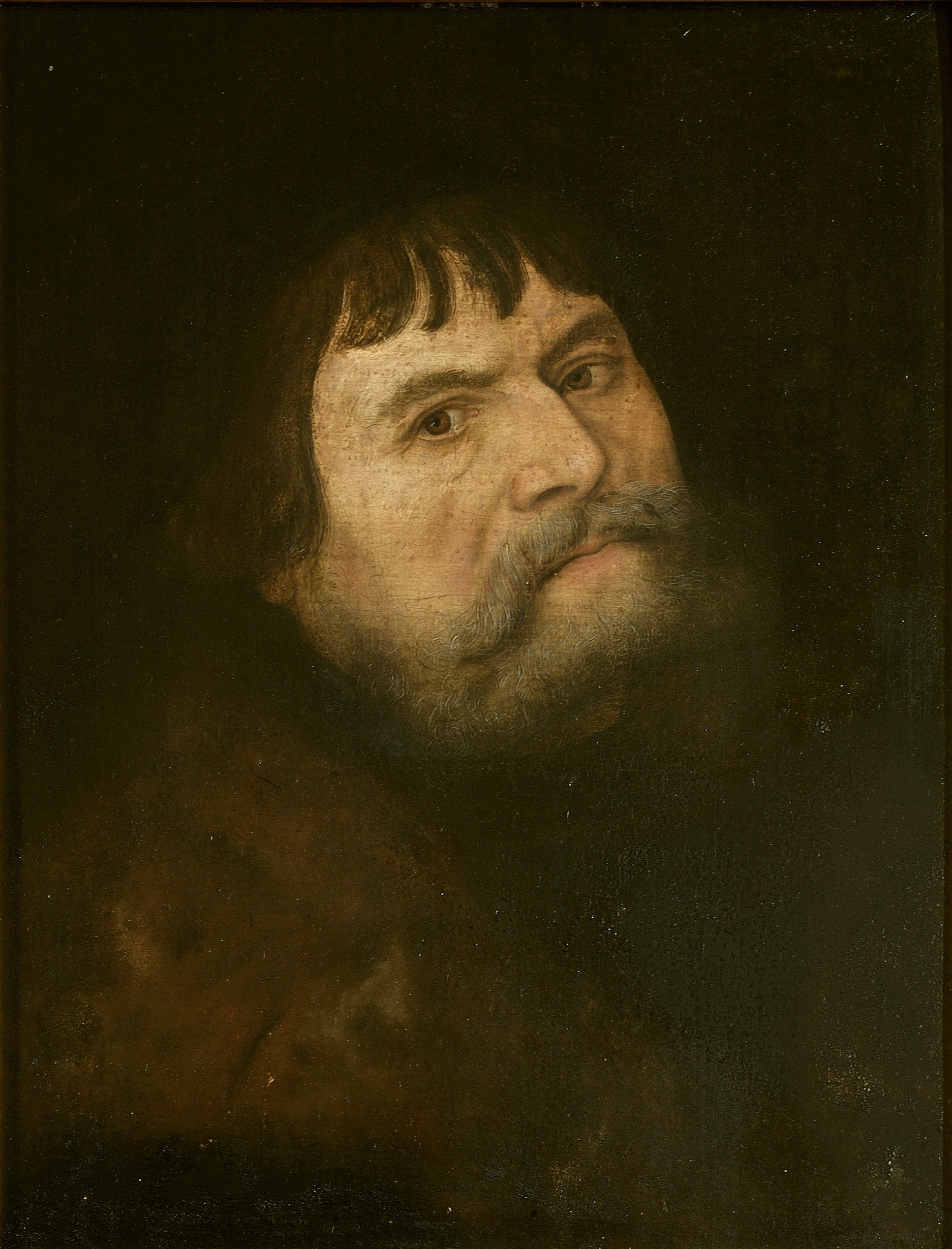
Lucas Cranach starší, autoportrét z roku 1531

Lucas Cranach starší (4. října 1472 Kronach u Bamberka – 16. října 1553 Výmar) byl německý renesanční malíř, rytec a dřevorytec. Byl ve své době úspěšným a bohatým německým umělcem a váženým měšťanem Wittenbergu, dvorním malířem saských kurfiřtů a přítelem některých humanistických vzdělanců i náboženských reformátorů.

## Život
Narodil se v početné rodině jako Lucas Sünder a vyučil se patrně u svého otce, který je v soudních dokumentech v hornofrancké obci Kronach z roku 1495-1497 označován jako Hans Maler (Hans - malíř). Jméno Cranach přijal později, podle svého rodiště (Lucas z Kronachu). O jeho malířském školení nejsou známy podrobnosti. Po roce 1498 Cranach putoval jako tovaryš a navštívil Norimberk, Regensburg a Bamberg, kde se mohl seznámit se svým současníkem Matthiasem Grünewaldem. Podle historiků umění ovládal Cranach latinu, kterou mohl vystudovat ve Schweinfurtu. Tam se patrně seznámil s humanistou Johannem Cuspinianem, který ho později pozval do Vídně. Usadil se zde roku 1501 a spřátelil se se vzdělanci z tehdy nově založené Vídeňské univerzity, mimo jiné Conradem Celtisem. Cranach ve Vídni zůstal pouhé čtyři roky a vytvořil tam díla, která ho řadí k zakladatelům Dunajské školy.
Roku 1504 si jeho nadání povšiml saský kurfiřt Fridrich Moudrý (Friedrich III. z rodu Wettinů) a přivedl jej do Wittenbergu. Cranach sem přišel se svými čtyřmi asistenty v květnu 1505. Až do roku 1552 byl dvorním malířem saských kurfiřtů -Fridricha († 1525) i jeho nástupců - bratra Johanna ("Johann der Beständige", † 1532) a jeho syna Johanna Friedricha I.(† 1554). Zachovaly se dokumenty potvrzující, že Cranach mimo plateb za obrazy a použité drahé pigmenty a zlato obdržel opakovaně dvorský oděv a byly uhrazeny náklady na jeho cesty. Cranach podepisoval svá díla iniciálami LC až do roku 1508, kdy od Fridricha obdržel rodinný erb se znakem korunovaného okřídleného hada s rubínovým prstenem v čelistech. Tento symbol pak užíval i jako signaturu svých obrazů. V témže roce byl vyslán na diplomatickou misi do Nizozemí a portrétoval císaře Maxmiliána a jeho syna, pozdějšího císaře Karla V.
Ve Wittenbergu se spřátelil s Martinem Lutherem, kterého podporovali vlivní objednavatelé Cranachových děl. Luthera mnohokrát portrétoval, byl mu svědkem na svatbě s Katharinou von Bor a roku 1526 byl kmotrem jeho nejstaršího syna Johannese. K jeho přátelům patřil i významný humanista a reformační teolog Philipp Melanchthon, jehož spis „Pasional Christi und Antichristi“ ilustroval roku 1521 vlastními dřevořezy. To ale Cranachovi nebránilo přijímat objednávky katolického kléru. Jedním z jeho významných zákazníků byl např. mohučský arcibiskup, kardinál Albrecht Braniborský, kterého Cranachův přítel Luther často kritizoval pro prodávání odpustků a uctívání svatých ostatků.
Cranach žil nejprve v zámku saských kurfiřtů. Roku 1512 zakoupil dva domy sousedící s tržištěm na adrese Markt 3 a Markt 4 a zřídil zde dílnu a vinný šenk. Téhož roku se oženil a měl s manželkou Barbarou Brengbier (-† 1541), dcerou starosty ve městě Gotha, pět dětí. Syn Hans (* 1512), nadaný malíř, zemřel roku 1537 na cestě do Bologni, a tak se nástupcem stal druhý syn Lucas (* 1515). Cranach měl dcery Ursulu, Barbaru (* 1513) a Annu (* 1520), jejímž kmotrem se stal Martin Luther. V roce 1518 dům prodal a od potomka rektora místní Univerzity, doktora Martina Pollicha of Mellerstadt, zakoupil dům s lékárnou na prestižní wittenberské adrese Schlossstraße 1 a nechal přistavět prostory pro svou malířskou dílnu. Kolem roku 1522 koupil znovu dům v Markt 4 a se svým obchodním partnerem, zlatníkem Christianem Döringem, zde zřídil tiskárnu, kde téhož roku vytiskl Lutherův překlad Nového Zákona, ilustrovaný vlastními dřevořezy. Roku 1525 jeho tiskárna obdržela výhradní práva na tisk bible. Jen za Lutherova života vyšel jeho překlad bible v 83 vydáních.
Roku 1541 převzal dům v Markt 4 jeho zeť Caspar Pfreundt, manžel Anny, a zřídil v něm wittenberskou lékárnu. Během renovace roku 1990 byly v domě objeveny cenné renesanční malby pocházející pravděpodobně z Cranachovy dílny.Cranach vlastnil také menší dům v Bürgermeisterstraße a pronajal si radniční sklep. Stal se dvorním dodavatelem vína.
Roku 1513 byl Cranach s deseti asistenty pověřen výzdobou zámku a kaple v Torgau pro chystanou druhou svatbu kurfiřta Johanna s Margarete von Anhalt. Roku 1517 pracoval v Drážďanech pro saského vévodu Georga, zvaného Georg der Bärtige (syn Sidonie, dcery krále Jiřího z Poděbrad). V roce 1524 doprovázel saského kurfiřta do Norimberku. Setkal se zde s Albrechtem Dürerem, který zhotovil Cranachův grafický portrét.
Cranach starší byl od roku 1519 po mnoho let radním a třikrát purkmistrem města a tedy i nejvyšším sudím (1537/38, 1540/41, 1544/45). Roku 1523 v jeho domě bydlel Christian II., král dánský, norský a švédský. Z daňových dokumentů z roku 1542 vyplývá, že v té době vlastnil ve Wittenbergu dům ve Schlossstraße 1 s lékárnou, další dům na náměstí a třetí dům v Elsteru, dům zvaný větrný mlýn (“die Windmühle”) v Neuen Gasse, několik zemědělských usedlostí, sad, zahradu a další pozemek. Zaměstnával dva lékárníky, dva putující malíře, vinaře a tři služky. Dcera Barbara se roku 1543 provdala za Christiana Brücka, syna kancléře saského kurfiřta, dcera Ursula o rok později za právníka Georga Dasche.
Saský kurfiřt Johann Friedrich I. se roku 1547 účastnil Šmalkaldské války na straně protestantů proti císaři Karlu V. a po bitvě u Mühlbergu byl zajat a odsouzen k popravě. Cranach, který císaře maloval ještě jako malého chlapce roku 1508, se během obléhání Wittenbergu k němu vydal osobně, aby se za kurfiřta přimluvil. Kurfiřt podepsal kapitulaci, aby ochránil svou manželku Sibyllu bránící Wittenberg, a trest byl nakonec změněn na doživotní vězení. Malíř ho následoval roku 1550 do Augsburgu a setkal se zde s Tizianem, který pro císaře maloval portrét jeho syna Filipa II. Později pracoval pro kurfiřta ve vyhnanství v Innsbrucku, odkud se roku 1552, po podepsání mírové smlouvy z Passau, spolu s ním vrátil. Dílnu a obchod předal svému synovi Lucasovi a provázel kurfiřta do jeho nového sídla Výmaru. Zde ve věku 81 let zemřel v domě své dcery Barbary. Poslední dochovaný dokument uvádí výčet obrazů pro Augsburg, které Cranach vyhotovil roku 1552. Jeho potomci provozovali malířskou dílnu ve Wittenbergu po čtyři generace a lékárna fungovala až do roku 1871, kdy ji zničil požár.
Mezi nejvýznamnější Cranachovy žáky patří kromě synů Hanse a Lucase zejména Monogramista I.W., Mistr Mše sv. Řehoře neboli Simon Franck (též "Simon von Aschaffenburg", dvorní malíř kardinála Albrechta Braniborského) a tzv. Mistr Pflockova oltáře ("Meister des Pflockschen Altars"). Z okruhu jeho dílny pocházeli Wolfgang Krodel, Valentin Elner, Georg Böhm, Hans Krell, tzv. Mistr Döbelnského oltáře, Hans Kremer a mnoho dalších.

## Dílo
Soupis Cranachova díla a různé pomůcky k jeho studiu nabízí volně přístupný Cranachův digitální archiv ().

### Cranachova tvorba
Lucas Cranach je považován za jednoho ze zakladatelů Dunajské školy a v Německu je chápán jako vedoucí osobnost saské malířské školy. Je řazen k nejvýznamnějším německým malířům rané renesance, jako byli Albrecht Dürer, Hans Baldung, Matthias Grünewald nebo Hans Holbein starší. Vzhledem k obrovské produkci Cranachovy dílny bylo hodnocení jeho díla provázeno nejasnostmi v připsání děl samotnému Cranachovi staršímu a také nejednotnými názory historiků umění na Cranacha samotného.

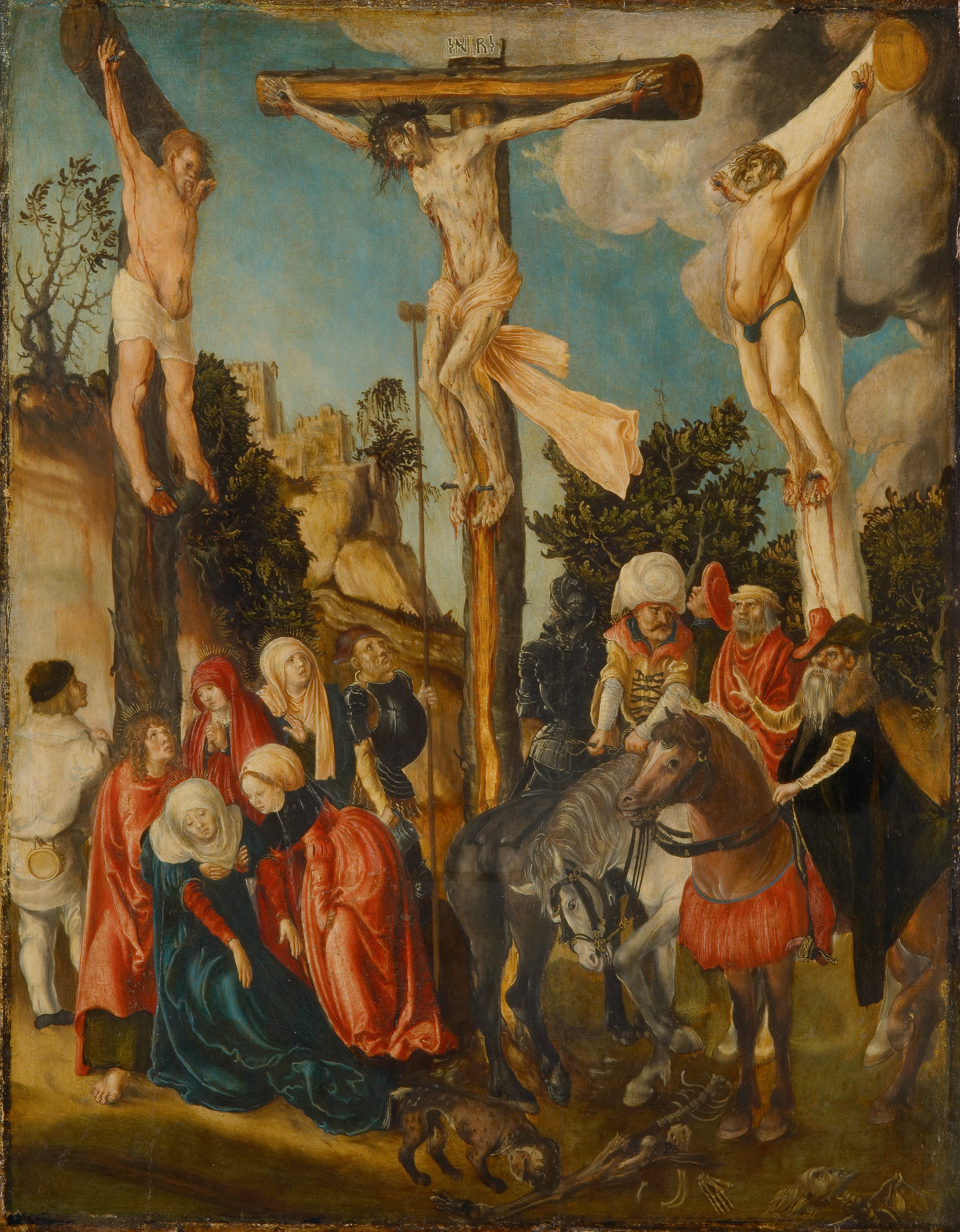
Ukřižování (1501, Kunsthistorisches Museum Wien)

Nedochovalo se žádné Cranachovo dílo z období před rokem 1500, kdy podle některých historiků umění již pracoval pro saského kurfiřta na hradech Coburg a Gotha. Rané dílo Lucase Cranacha z vídeňského období se vyznačuje expresivitou, která se blíží dílům Matthiase Grünewalda a před definitivním potvrzením jeho autorství byl používán pomocný pojem Pseudo-Grünewald. Týká se to obrazů jako Vídeňské Ukřižování ("Schottenkreuzigung", 1501), Kající se sv. Jeroným (1502) nebo tzv. Schleißheimské Ukřižování (1503). Expresivní jsou také Cranachovy dřevořezy se scénami Ukřižování, které publikoval Lippmann roku 1895. Cranachovské bádání tak postupně objevilo zcela netušenou část umělcovy osobnosti. Podrobně se tímto obdobím Cranachovy tvorby zabývala Sabine Heiser V českých zemích byl prvně užit Cranachův dřevoryt s Ukřižováním v Olomouckém misálu (1505), vytištěném ve Vídni a v Pražském misálu (1508), tištěném v Norimberku.
Radikální změna Cranachova stylu po roce 1505 mohla souviset se specifickými požadavky objednatele. Nová stylová orientace na burgundsko-nizozemské umění korespondovala patrně s kurfiřtovou snahou o politickou autonomii a hegemonii vůči císaři a říši. Toto přizpůsobení stylu uměleckého díla jeho příjemci podle Bierendeho plně odpovídalo pravidlům antické (Cicero, Quintilián) a humanistické (Melanchton) rétoriky. Cranach byl pověřen výzdobou zámků v Lochau, Coburgu a Hartenfeslu v Torgau, ale jeho nástěnné malby ani deskové obrazy se nedochovaly. Jednalo se převážně o lovecké motivy a iluzivní zátiší se zvěří nebo realistické portréty. Ve Wittenbergu šlo o témata z antické literatury a bájí s křesťanským moralistním podtextem a objevují se zde mytologické obrazy známé i z pozdějších často opakovaných kompozic (Paridův soud, Venuše, Judita s hlavou Holoferna, Sebevražda Lukrécie). Cranach v nich navazoval na svého předchůdce v kurfiřtových službách, Jacopa de Barbari. V dřevořezech znázornil lovecké scény nebo rytířské turnaje. Po roce 1507 se věnoval také technickým inovacím, jako byl tisk dřevořezů zlatem a stříbrem na tónovaném papíře (sv. Jiří, 1507, dřevořezy Wittenberského katalogu relikvií).

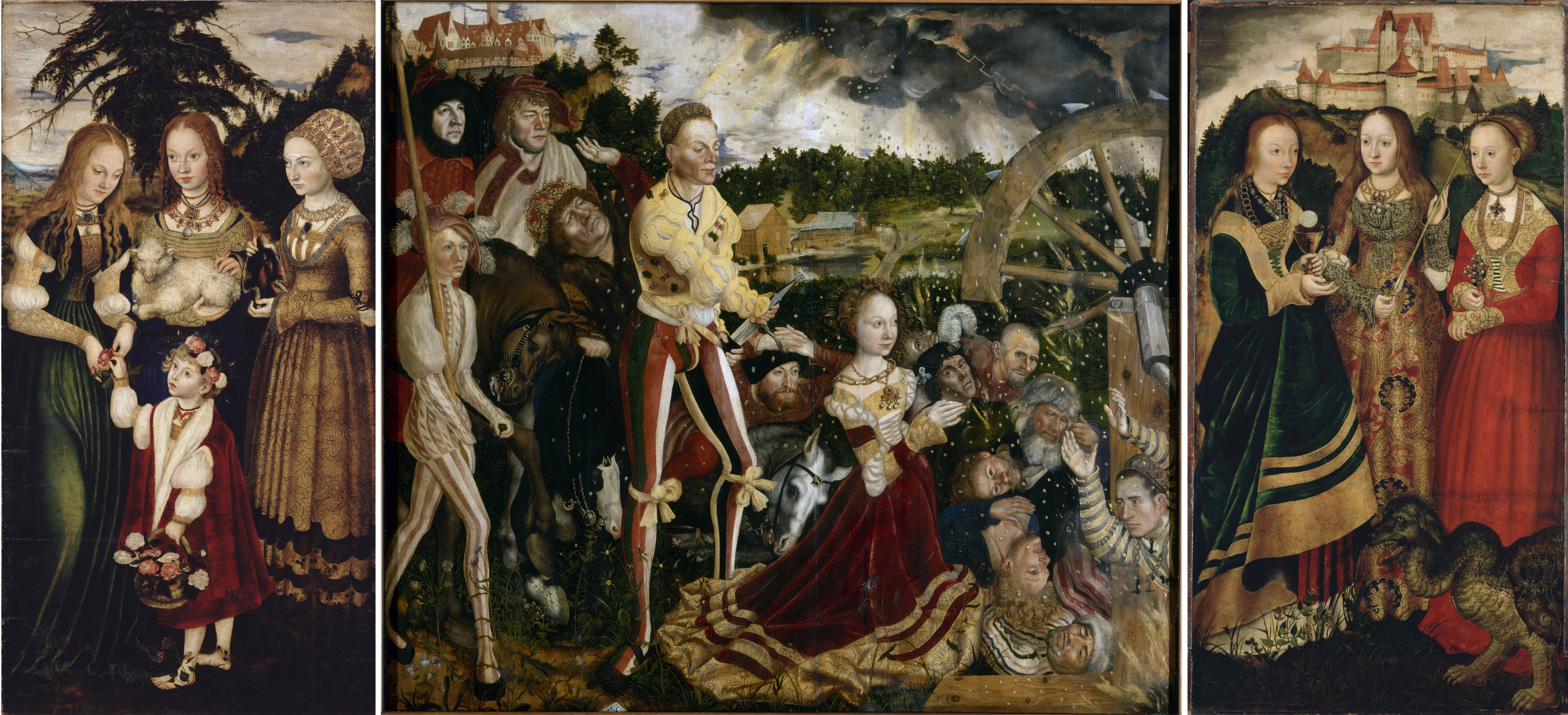
Kateřinský oltář, Drážďany

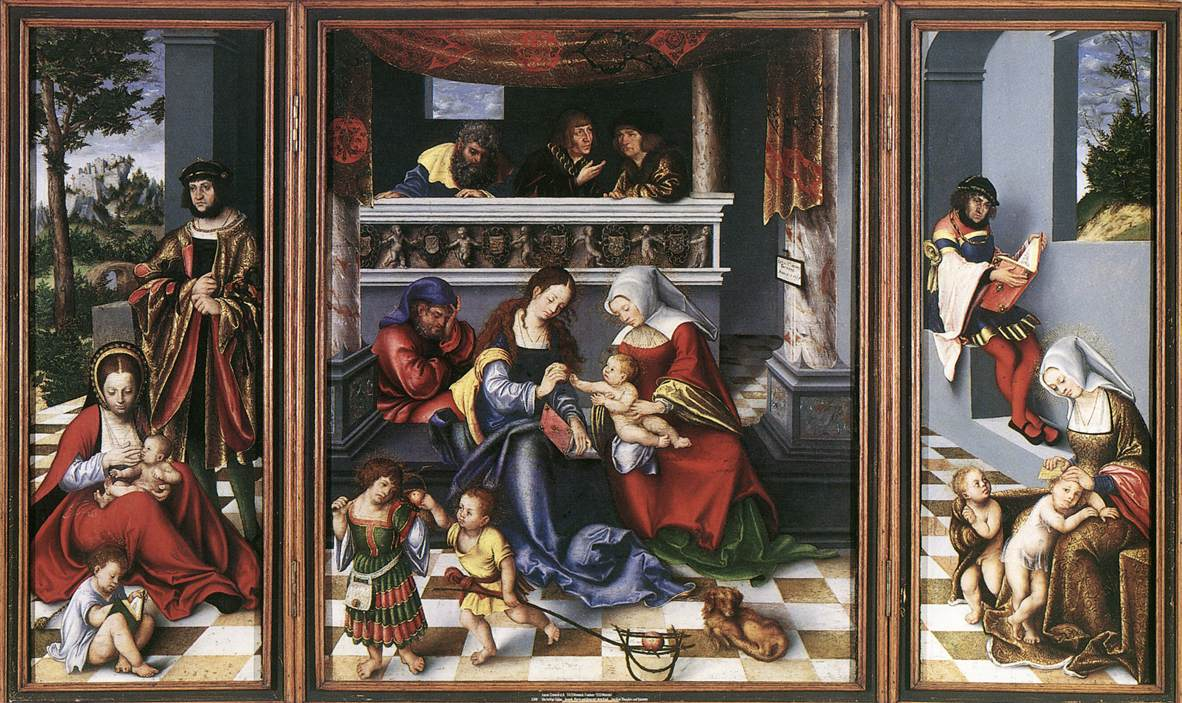
Svatá rodina, Oltář z Torgau

Stěžejním dílem z roku 1506 je zakázka na velký oltářní retábl s Martyriem sv. Kateřiny pro zámecký kostel ve Wittenbergu. Pro další umělecký vývoj byl zcela zásadní Cranachův pobyt v Nizozemí (1508-1509), kde se inspiroval díly tamějších velkých malířů (Jan van Eyck, Quentin Matsys). Bezprostředně po návratu namaloval Lucas Cranach oltářní retábl s námětem Svaté rodiny („Torgauer Altar“, Städelisches Kunstinstitut, Frankfurt n. M.), jenž působí jako vzdání holdu nizozemskému malířství.
Renesanční umění, Cranachovo nevyjímaje, je mimo jiné charakteristické zájmem o zobrazení nahého ženského těla, nejčastěji v tématech odkazujících k antice a v mytologických nebo alegorických scénách. Obraz Venuše s Amorem (1509, Ermitáž) je opatřen nápisem: „Vyžeň všemi silami tělesný chtíč, aby tě Venuše neopanovala a neučinila slepým“ a představuje rafinované spojení smyslově krásného ženského aktu s moralizujícím varováním před podlehnutím jejím svodům, v duchu humanistické morální filosofie a etiky Conrada Celtise. Dalšími oblíbenými náměty Lucase Cranacha, z nichž většina existuje v mnoha variantách, byly Tři grácie, Venuše, Paridův soud, Apollo a Diana, sv. Lukrécie, Salomé a Adam a Eva.
Kolem roku 1510 již musel Cranach vyhovět také zakázkám měšťanů a církve a jeho dílna produkovala portréty, oltáře, zajišťovala výzdobu interiérů, fasád, dekorací či zbroje. Střídali se u něj většinou tři učedníci a spolupracoval s dalšími umělci různých oborů (Valentin Elner, dol. 1504, Christoph von München, 1505, sochař Conrad Meit), ale pro velké zakázky najímal až deset dalších asistentů.
Cranach kreslil předlohy ke svým obrazům a zabýval se mědirytem a dřevořezem. Drastické výjevy, vyplývající již z povahy námětu, charakterizují jeho grafický cyklus Apoštolských martyrií (Sv. Šimon, kol. 1512). Některé listy volně citují vzory Albrechta Dürera a přejímají motivy z maleb Hieronyma Bosche (Oltář s Posledním soudem dle Hieronyma Bosche, 1524, Gemäldegalerie Berlín). Cranachovy grafické listy byly opakovaně tištěny ještě počátkem 17. století a sloužily jako předloha maleb pro vlastní dílnu i četné následovníky (Roudnický oltář, Hans Hesse). Posloužily také jako předloha pro sochy sedm metrů vysokého oltářního retáblu v Neustadt an der Orla, který provedla jeho dílna (1511-1513) nebo dvě malby (Martyria sv. Jana Křtitele a sv. Kateřiny, 1515), které u něj objednal olomoucký biskup Stanislav Thurzo. Jedná se o kvalitní dílo samotného Cranacha se skrytým autoportrétem, signaturou a datací, potvrzené průzkumem přípravných kreseb.
Cranach se spolu s nejvýznamnějšími malíři své doby podílel na iluminacích modlitební knihy císaře Maxmiliána (Bayerische Staatsbibliothek, Mnichov). Vytvořil také množství celofigurových portrétů v životní velikosti (Portréty vévody Jindřicha Saského a Kateřiny Saské, 1514). Z dílenské produkce líbezných Madon vyniká kvalitou Madona Pomocná (1517–25) z Pasova (po třicetileté válce odvezena do Innsbrucku), která se stala předlohou pro množství pozdějších kopií. Typickým rysem Cranachovy malby a severské malby obecně je komponování obrazu na pohled zblízka, fascinace detaily a pečlivé znázornění materiálů. Jeho obrazy skrývají hádanky a symboly viditelné jen při pozorném zkoumání (Matka s dítětem - Pokání sv. Jana Zlatoústého, 1525).

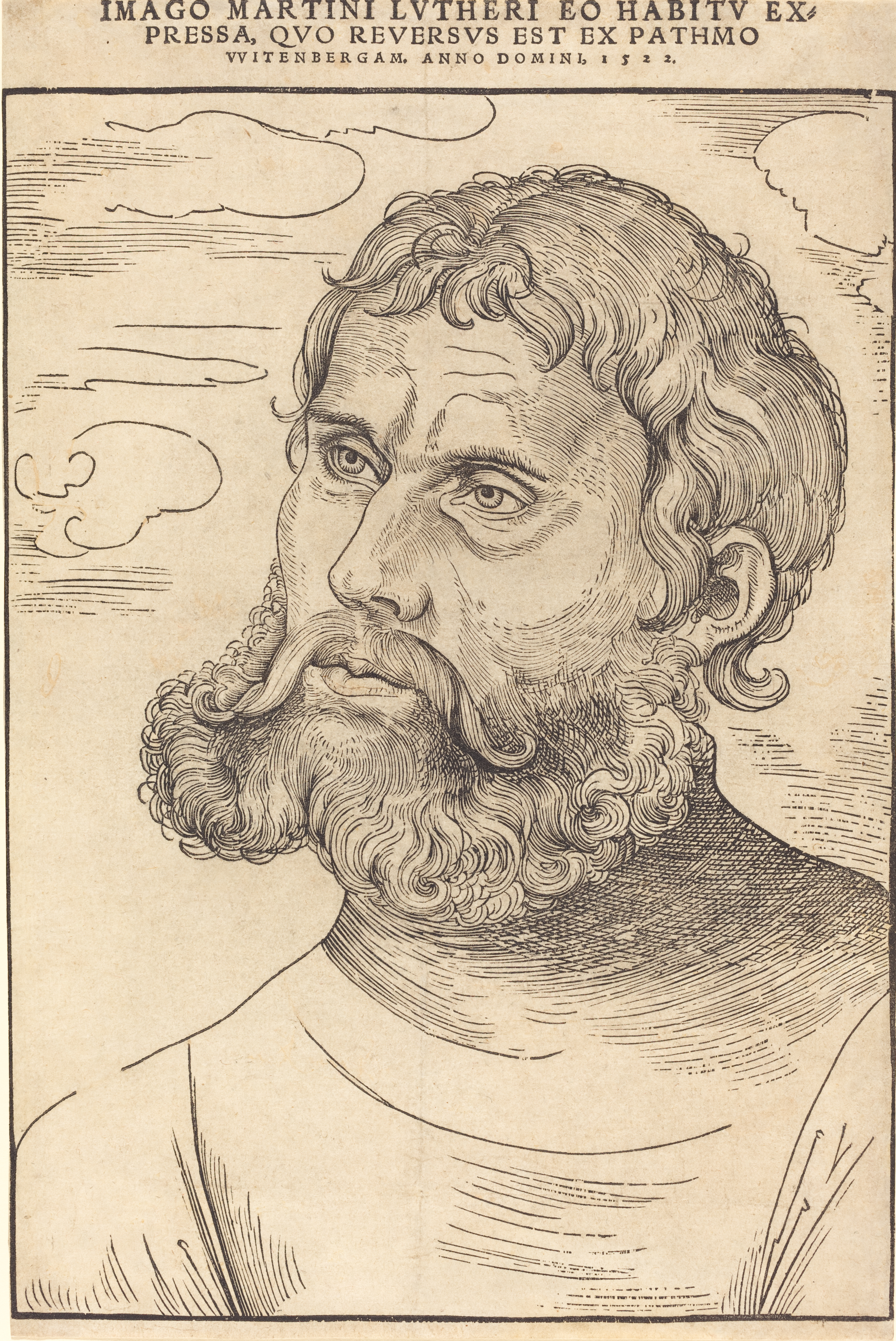
Martin Luther

Zákon a milost (1529), Národní galerie v Praze

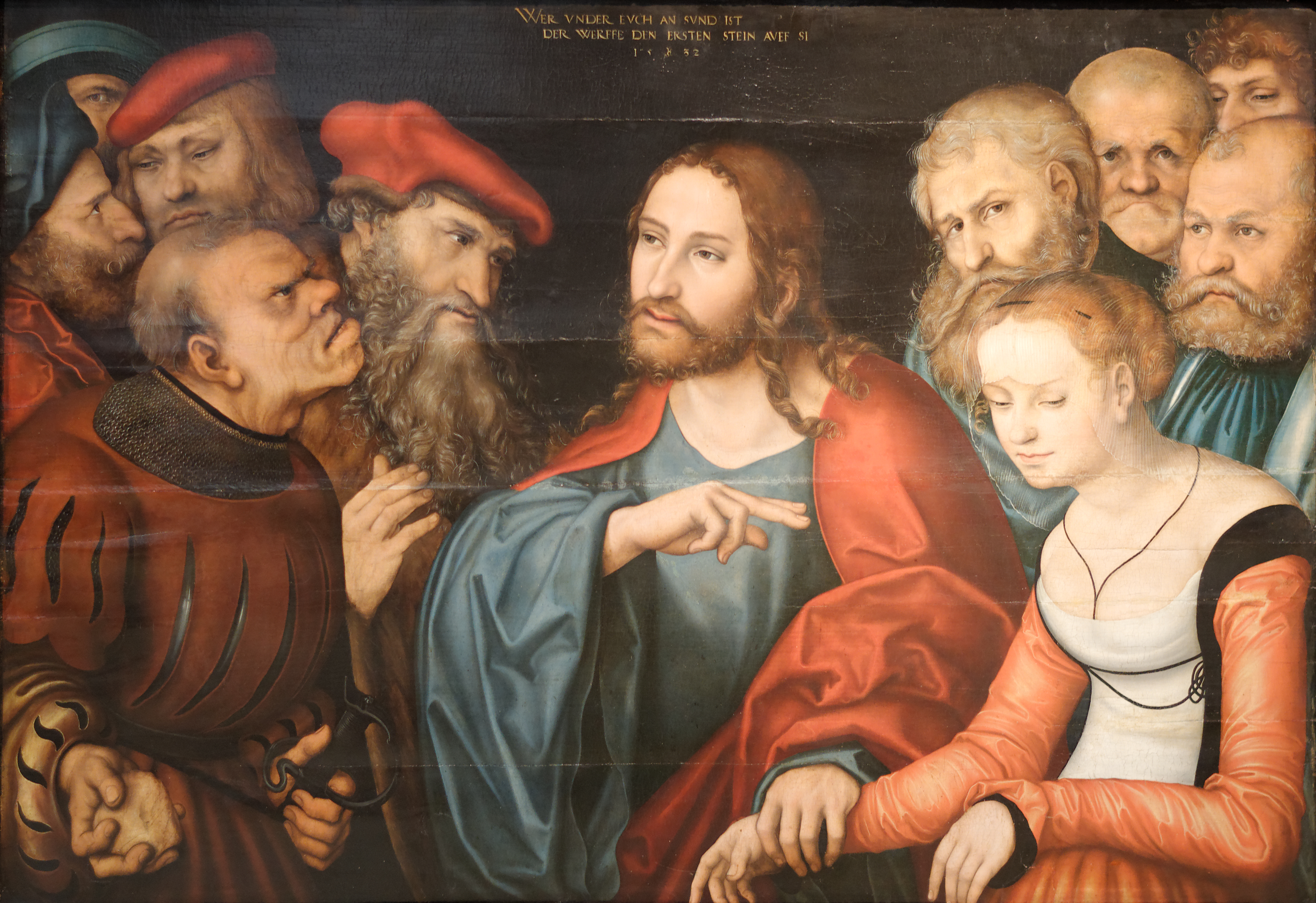
Kristus a cizoložnice

Wittenberská dílna dodávala kompletní oltáře pro kostely v Sasku - např. oltářní retábl ve Cvikově (Zwickau), 1518; v Grimmě, 1519, v kostele sv. Štěpána v Aschersleben, morový oltář Nejsvětější Trojice v Lipsku, 1515, oltář kostela sv. Františka v Torgau, 1518, oltář Dómu v Míšni či v Naumburku. Kolem roku 1520 dostal Cranach zakázku na zhotovení velkého oltářního retáblu s Pannou Marií obklopenou světicemi pro pražský Chrám sv. Víta. Oltář pravděpodobně objednal císař Maxmilián I. a jeho vznik byl nejspíše spojen s nástupem manželského páru Ludvíka Jagellonského a Marie Habsburské na český trůn. V době kalvínského obrazoborectví roku 1619 byl oltář rozřezán a z větší části zničen a zachovaly se z něj pouze fragmenty rozptýlené v několika sbírkách. Je zřejmé, že se jednalo o velmi kvalitní dílo a autorem maleb byl Lucas Cranach.
Roku 1520 dostala Cranachova dílna od kardinála Albrechta Braniborského velkou zakázku na výzdobu klášterního kostela v Halle s několika křídlovými oltáři, k nimž se dochovaly kresebné návrhy. Charakterizuje je renesanční dekorativnost, nové pojetí v zobrazení pozadí a otevírání obrazového prostoru do hloubky zároveň s postupným rozevřením křídel oltáře. Koncept zobrazení svatých postav, vznášejících se na oblacích v nebeské slávě nad hlubokým krajinným prospektem, je převzat z maleb a grafik Albrechta Dürera.
Další podrobně zkoumané období Cranachovy tvorby souvisí s reformací a jeho přátelským vztahem k Martinu Lutherovi a Philippu Melanchthonovi. Posun ve výtvarném stylu se týká zejména okleštění obrazu od jeho vizuální naléhavosti směrem k pouhé didaktické pomůcce. Obrazy jsou často doplněny textem, který jako komentář doplňuje vizuální informaci a je její rovnocennou součástí. V následující literatuře bylo věnováno nejvíce pozornosti ústřednímu tématu luterské dogmatiky – tzv. Ospravedlnění vírou. Cranach na téma Prvotního hříchu a vykoupení lidstva vytvořil kompozici, která vykládá reformační učení prostřednictvím antiteze Starého a Nového zákona (Zákon a milost, 1529, Národní galerie v Praze). Obraz byl často kopírován a rozšířil se do dalších evropských zemí s větším podílem evangelicky smýšlejících obyvatel, např. do Nizozemí. Téma bylo rozvedeno do samostatných scén také ve velkém oltářním retáblu pro kostel sv. Wolfganga ve Schneebergu (1532-39).
Jiným motivem, který souvisí s reformací, je např. Cranachův Kristus žehnající dětem (Nechte maličkých přijíti ke mně), který je vizuální podobou Lutherovy polemiky s anabaptisty, nebo Kristus a cizoložnice podle evangelia sv. Jana, kde Kristus píše prstem na zem slova „kdo z vás je bez viny, ať první hodí kamenem“. Podobně jako u jiných Cranachových kompozic, existuje řada variant tohoto obrazu, z nichž některé pocházejí z ruky Lucase Cranacha mladšího (Národní galerie v Praze, kolem 1537). Obrazy, týkající se tematicky reformační teologie, produkovala dílna v mnoha variantách (Bolestný Kristus, Poslední večeře, Kristus a Samaritánka, Kristus a žena vyléčená z krvotoku). Téma Prvotního hříchu, které se v Cranachově tvorbě opakuje od roku 1509, prodělalo za reformace proměnu a zdůraznilo aktivní roli Evy, která Adama nabádá k hříchu (Adam a Eva, 1538, Národní galerie v Praze).
Jako epitaf Lucase Cranacha staršího namaloval jeho syn oltář pro kostel sv. Petra a Pavla ve Výmaru. Jde o aktualizované biblické téma, kde pod Ukřižovaným Kristem stojí zcela realisticky zpodobený Lucas Cranach starší a na jeho hlavu prýští krev z Kristova boku. Vedle něj stojí Jan Křtitel, poutající pozornost k ukřižovanému Spasiteli a Martin Luther, jenž prstem ukazuje na Bibli.

### Odborná analýza Cranachova díla

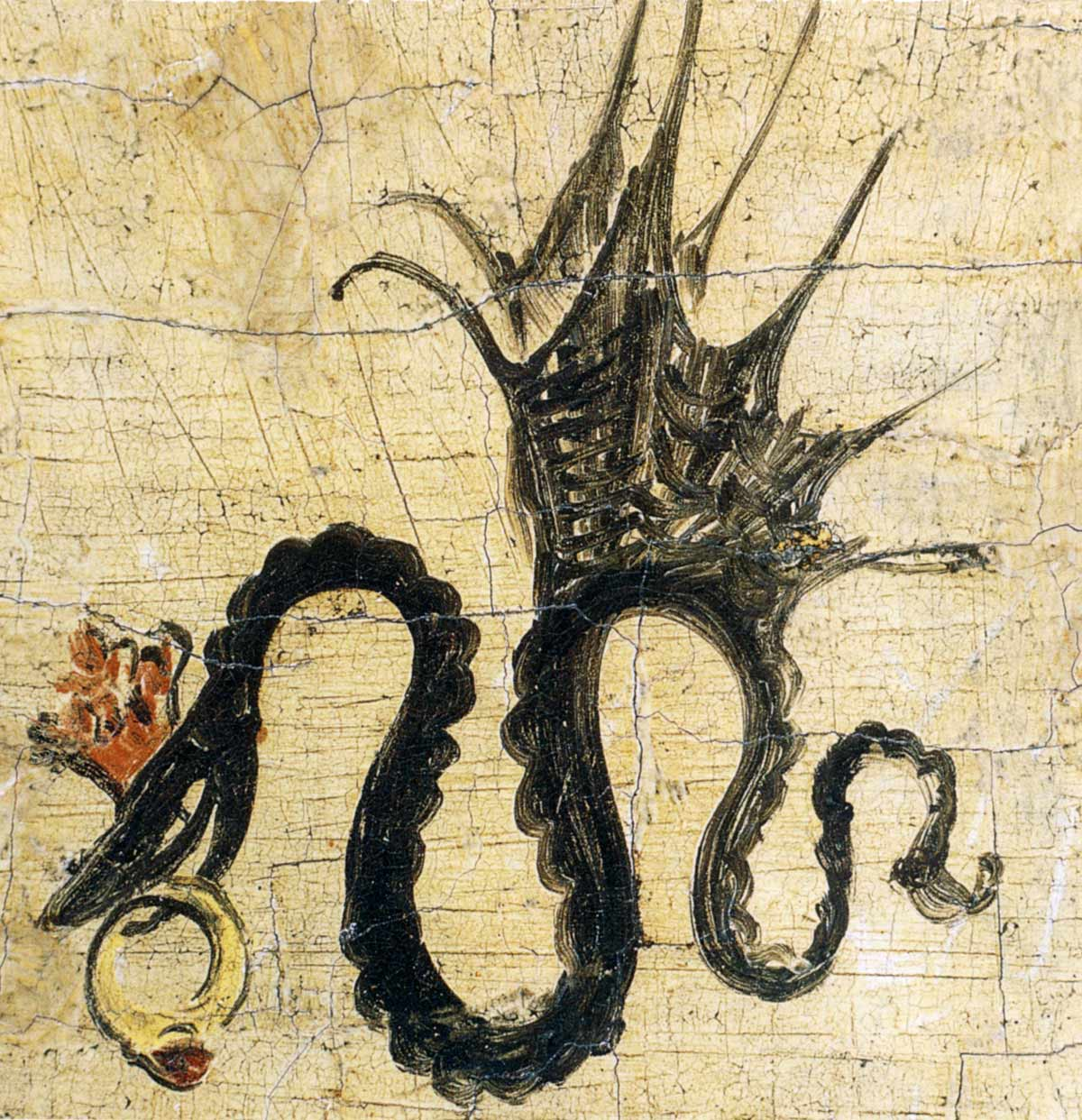
Lucas Cranach starší, signatura s okřídleným hadem (1514)

Až do 70. let 20. století, než byly do uměleckohistorického bádání zavedeny nové metody jako infračervená reflektografie, která umožnila přímé zkoumání přípravných kreseb, bylo obtížné stanovit autorský podíl samotného Lucase Cranacha staršího v obrazech, které byly připsány jeho dílně. Kromě přípravné kresby byl posuzován rovněž malířský styl a provedení některých detailů. Hlavními kritérii srovnávací analýzy byly zejména pregnance (výrazová jistota a přesnost) v kresbě, gradace světel a stínů, plastická modelace a bohatost barevných nuancí, dále pokročilost anatomického pojetí, prostorové členění, záhyby draperie, detaily pojetí vlasů či pozadí atd. Rozdíly mezi nimi pak určovaly míru naučené praxe. Vědci došli k překvapivému závěru, že kromě raných prací a několika kreseb a výjimečných obrazů nebo jejich detailů, které lze s jistotou připsat Lucasi Cranachovi staršímu ještě po roce 1505, je většina ostatních děl dílenskou produkcí podle vzorů.
Charakter přípravných kreseb Lucase Cranacha staršího z raného vídeňského období je velmi spontánní. Typické jsou krátké, hustě črtané, až nervní obloučkové tahy, které jdou přes sebe. V draperiích bývají delší tahy, někdy přerušovány kudrlinkovými čarami mačkané draperie doplňované o protisměrné zoubky či ostřejší zářezy. Přípravná kresba tohoto období je také prováděná do velkých podrobností a detailů a je kvalitativně i typově zcela srovnatelná s jeho soudobými volnými kresbami. Výsledná malba se často nekryje s přípravnou kresbou. Podle Sandnera nebylo zjištěno ani v portrétech použití pauz. V době po roce 1505, kdy nastupují první dílenští pomocníci, se postupně kresba zjednodušuje, hustota jednotlivých tahů slábne, linearizuje a stává se čím dál více pouhým pomocným nástrojem následné malby. V rámci dílny bylo rozeznáno až deset různých typů přípravných kreseb, z nichž 2 - 3, které se stylem podobaly Cranachovi, byly určeny jako dílo jeho nejbližších žáků.

## Výstavy
- 2005 Lucas Cranach a české země pod znamením okřídleného hada, Obrazárna Pražského hradu, 22. října 2005 – 8. ledna 2006[23]
- 2022 Cranach der Wilde, Die Anfänge in Wien, Kunsthistorisches Museum Wien, 21. červen - 16. říjen 2022[24]

## Cranachovy obrazy a grafické listy zmíněné v textu

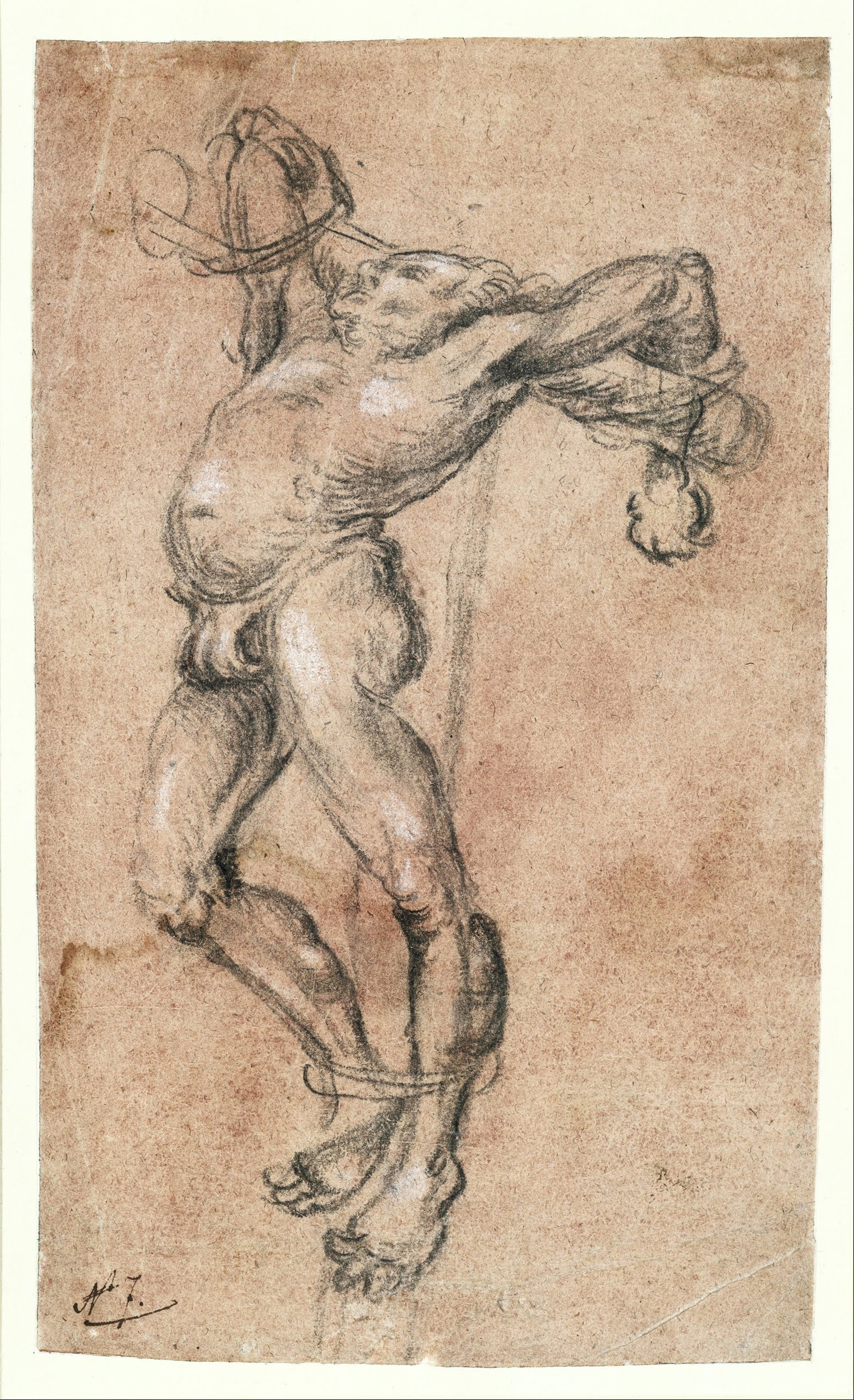
Lotr na kříži (1501), přípravná kresba
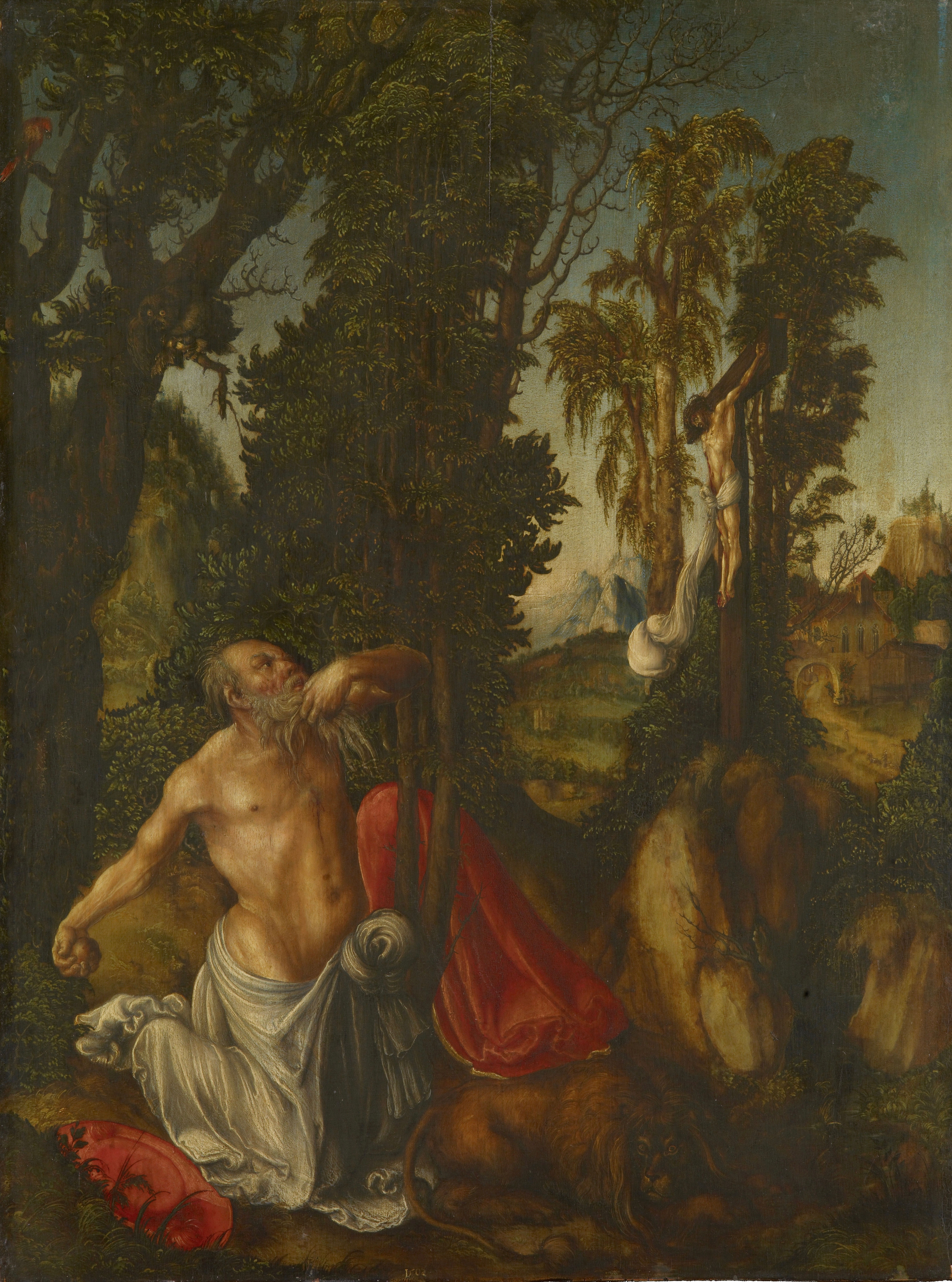
Kající se sv. Jeroným (1502)
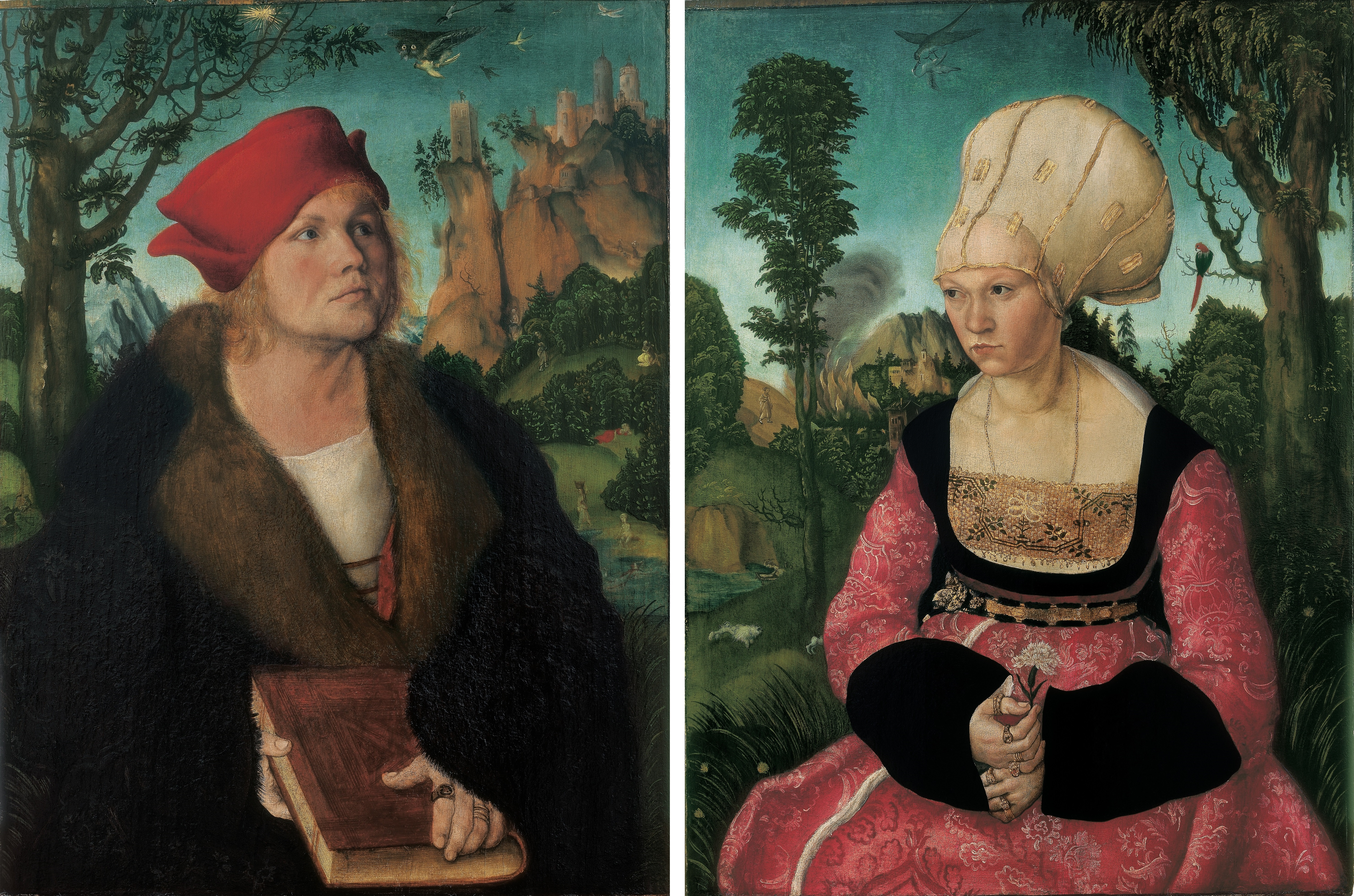
Johannes a Anna Cuspinian (1502)
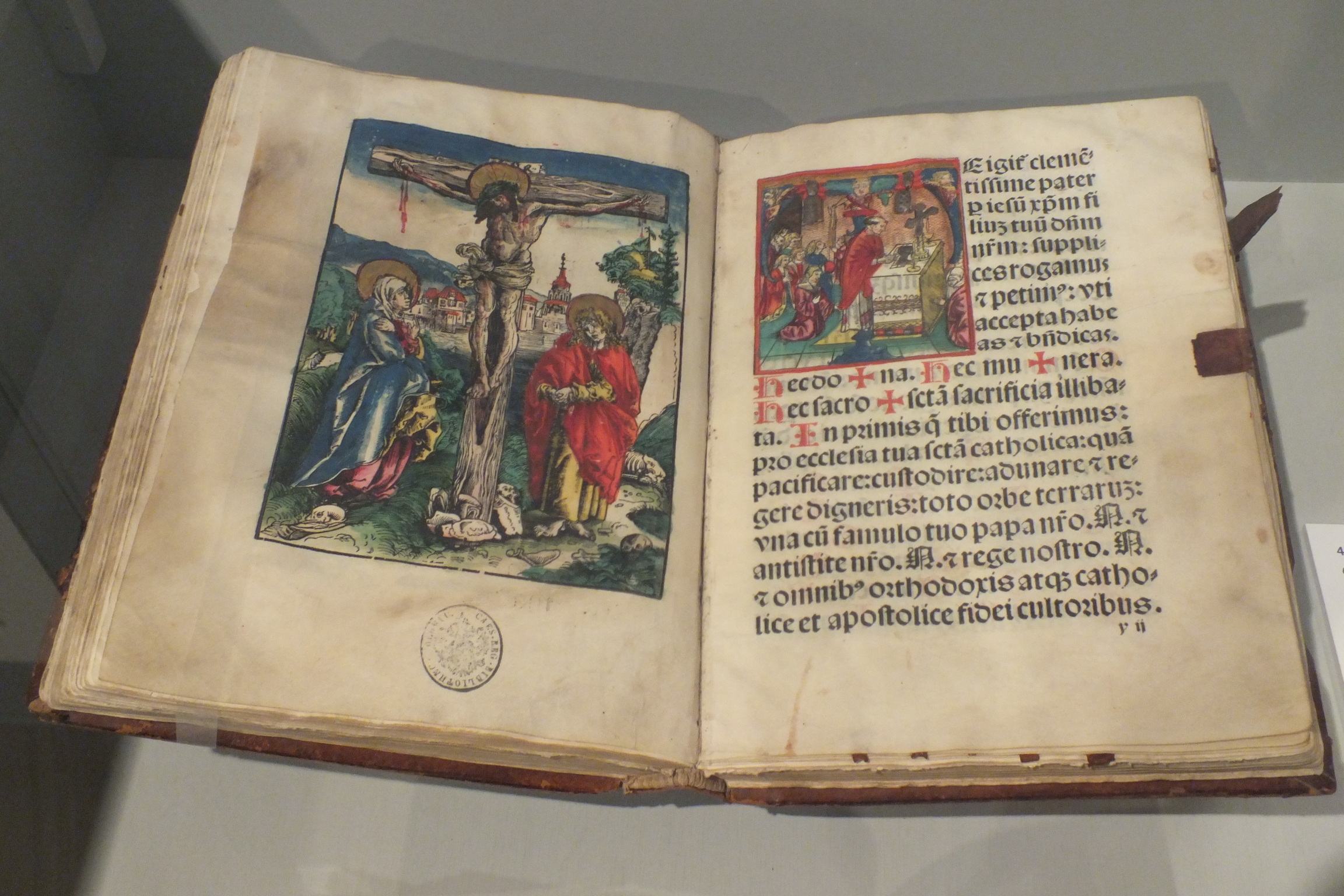
Olomoucký misál (1505)
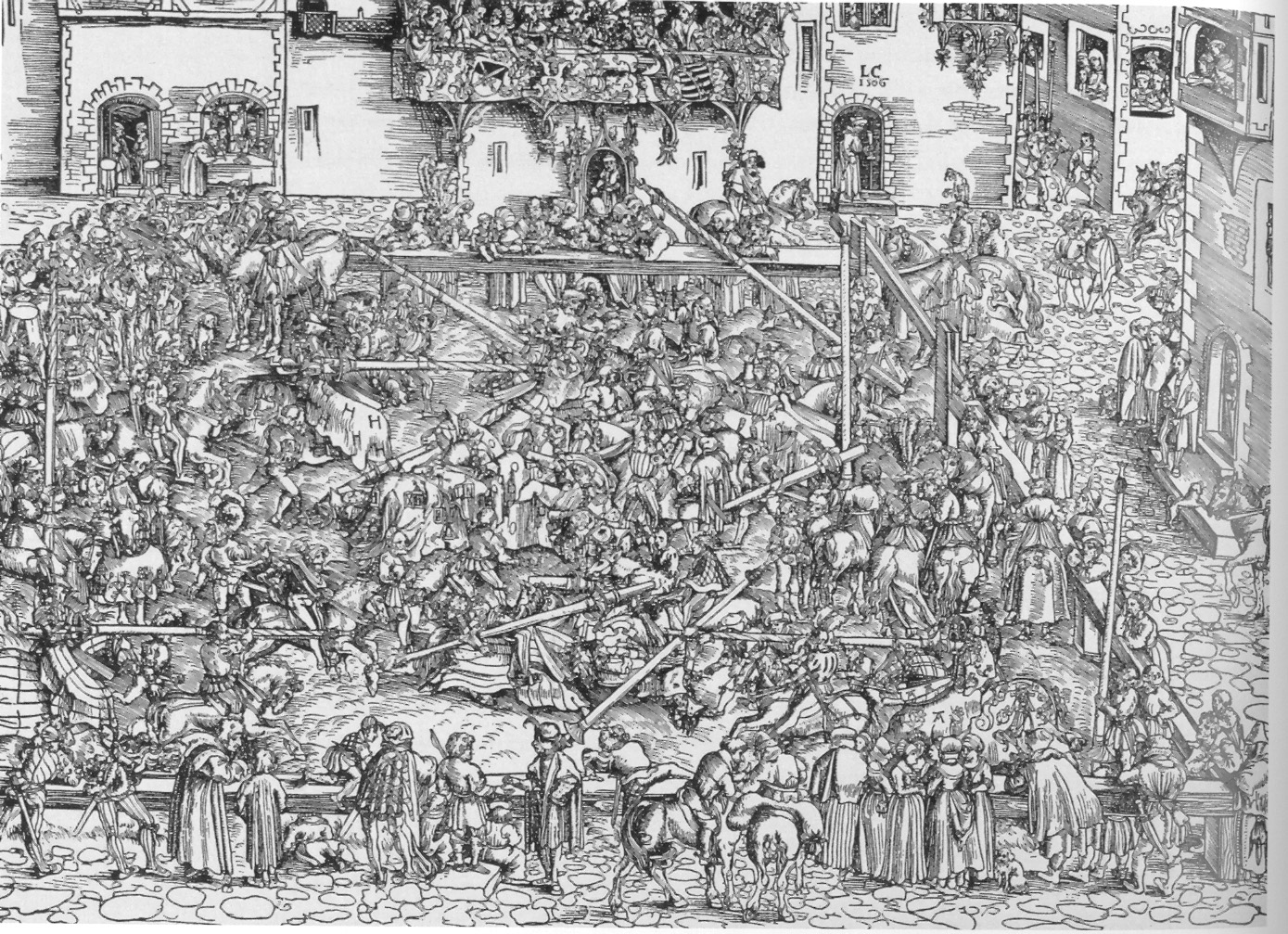
Turnaj na tržišti (1506), dřevořez
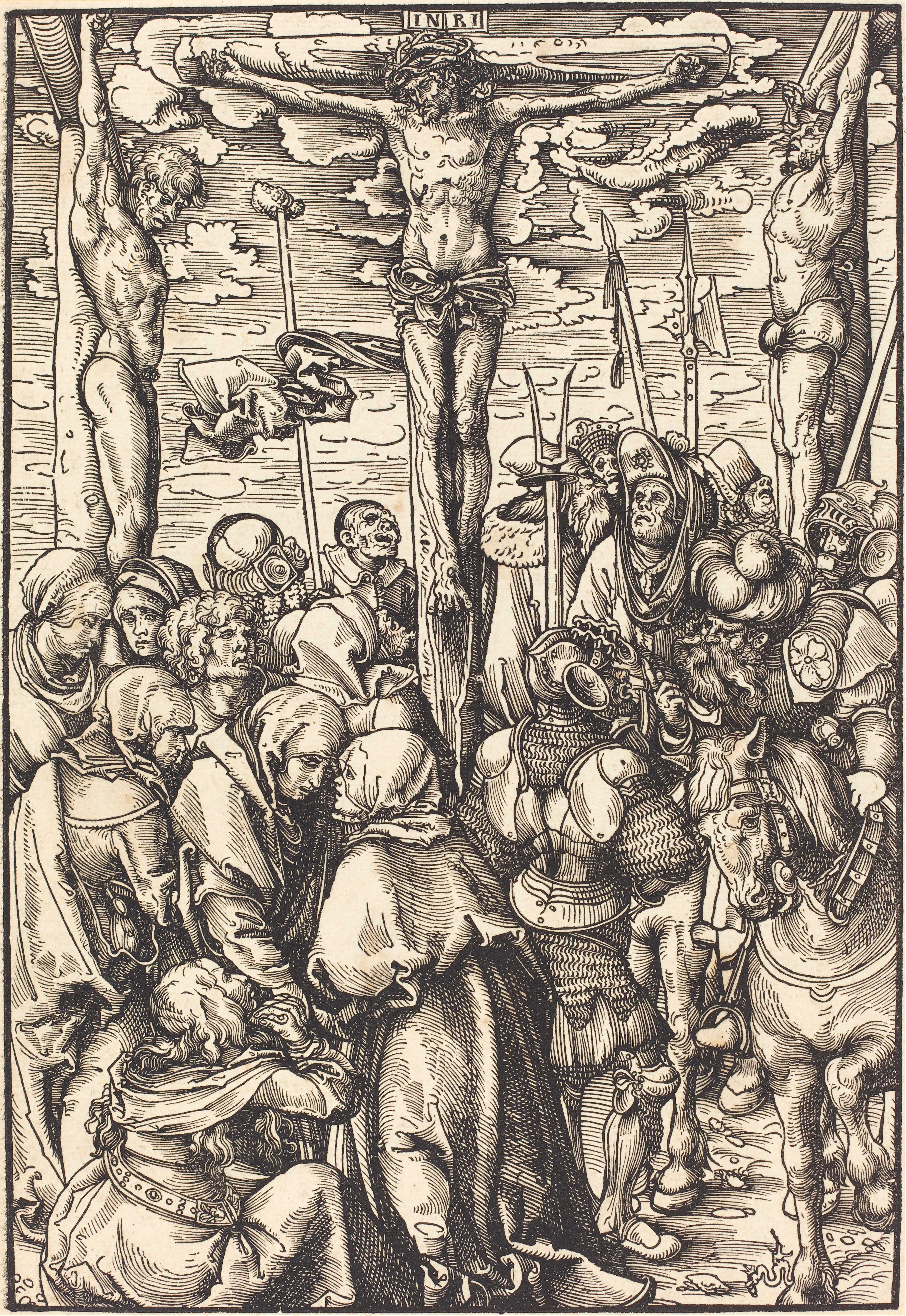
Ukřižování (před 1509), dřevořez, Google Art Project
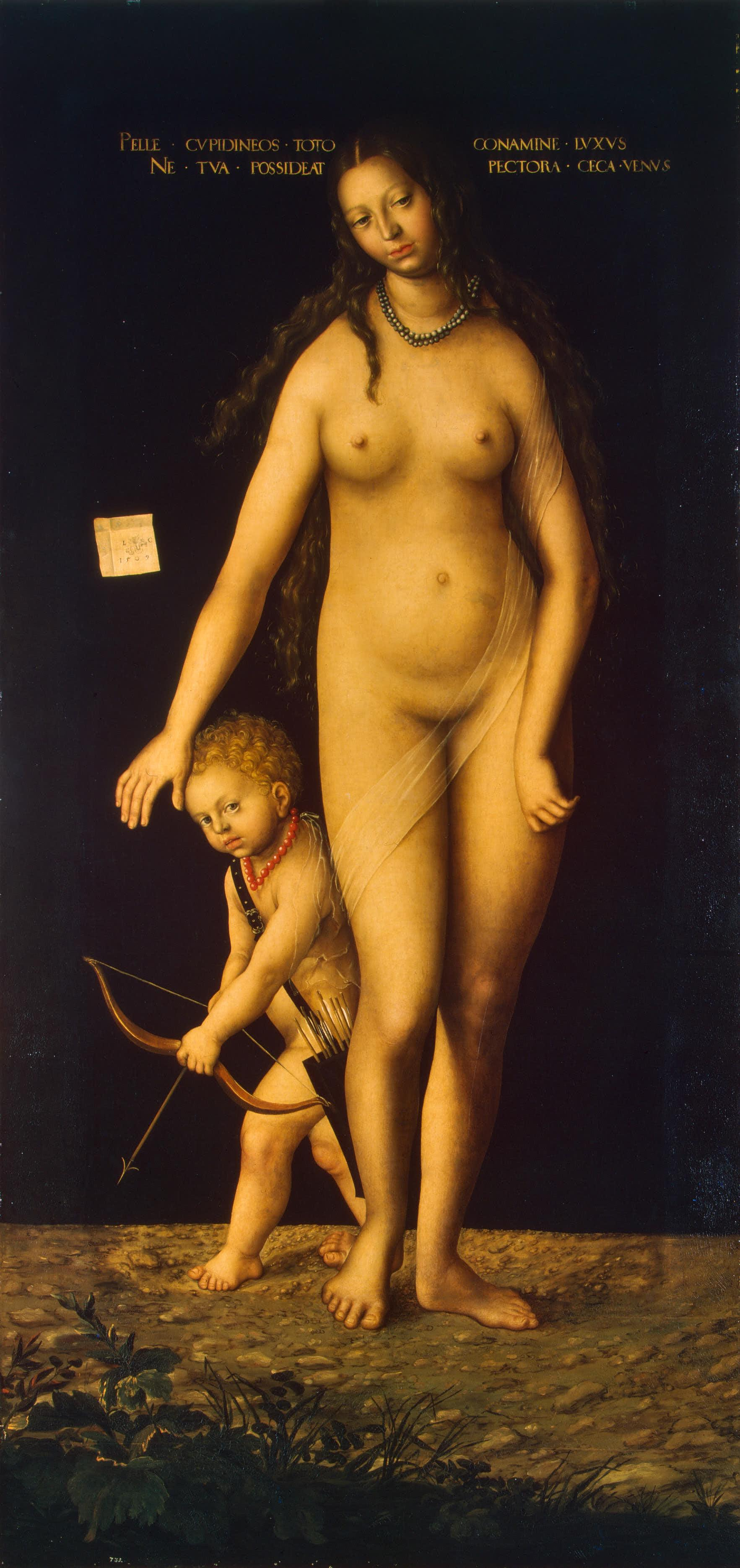
Venuše a Amor (1509)
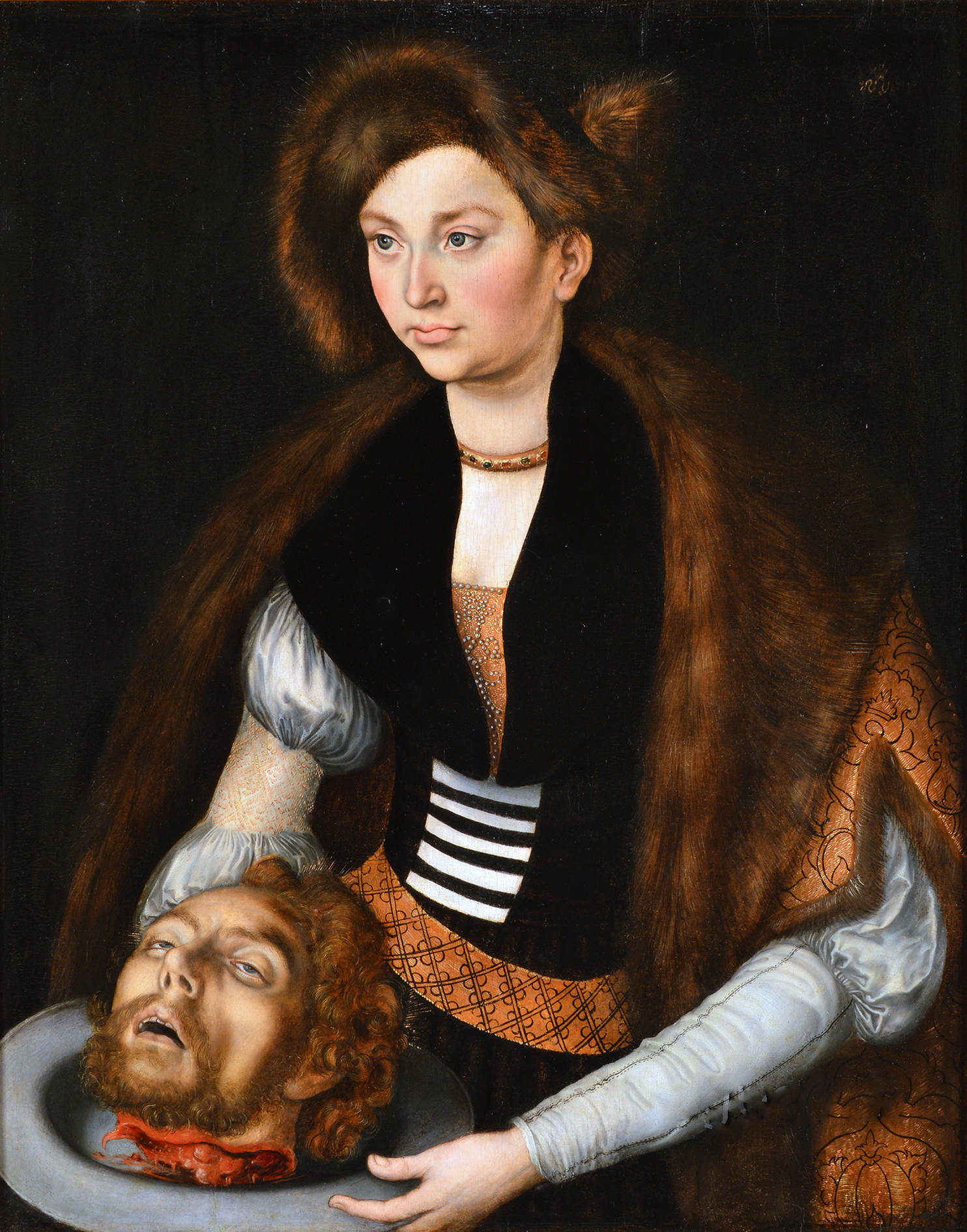
Salome (1510)
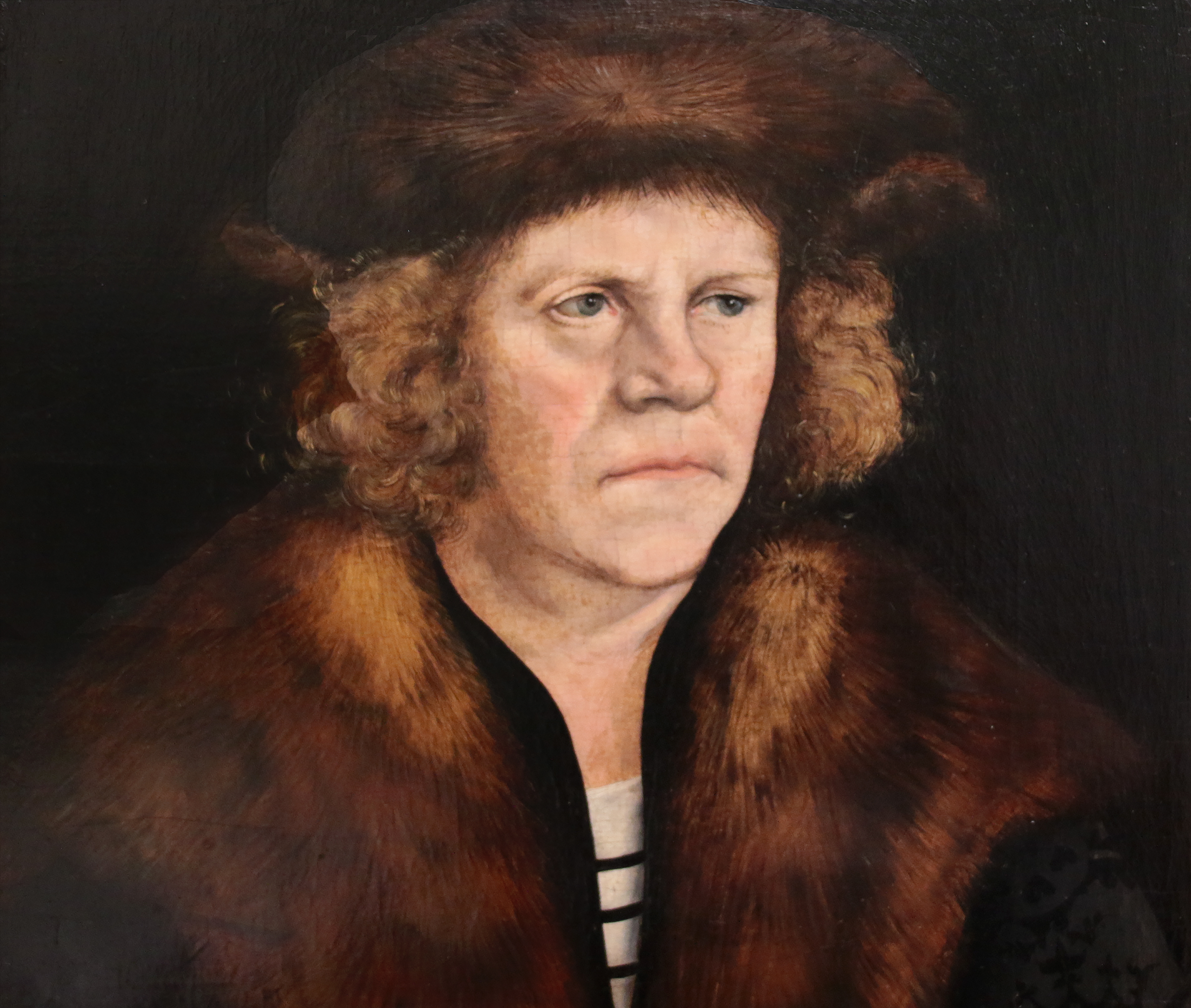
Portrét muže s kožešinovou čepicí (1510)
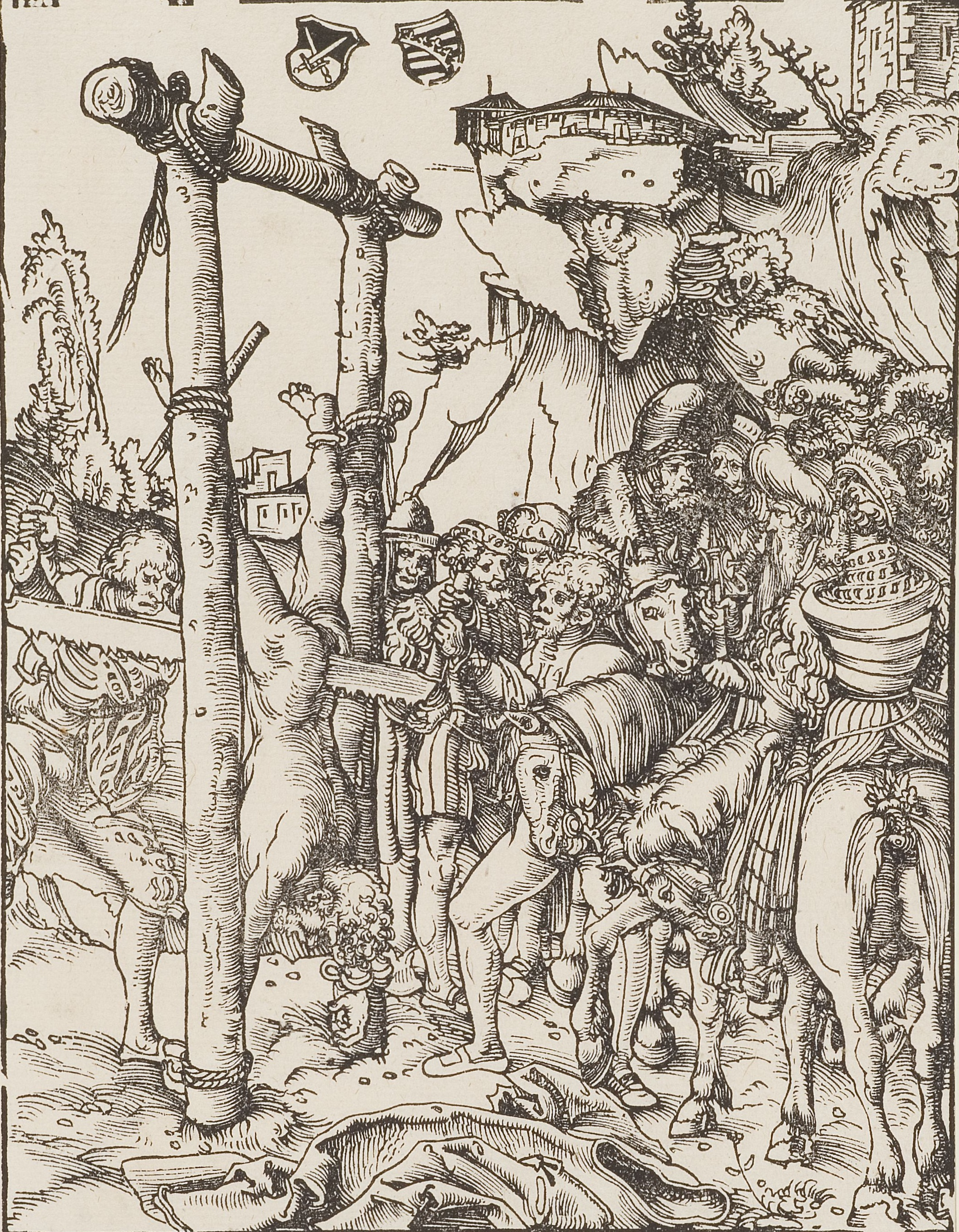
Sv. Šimon (1512), dřevořez
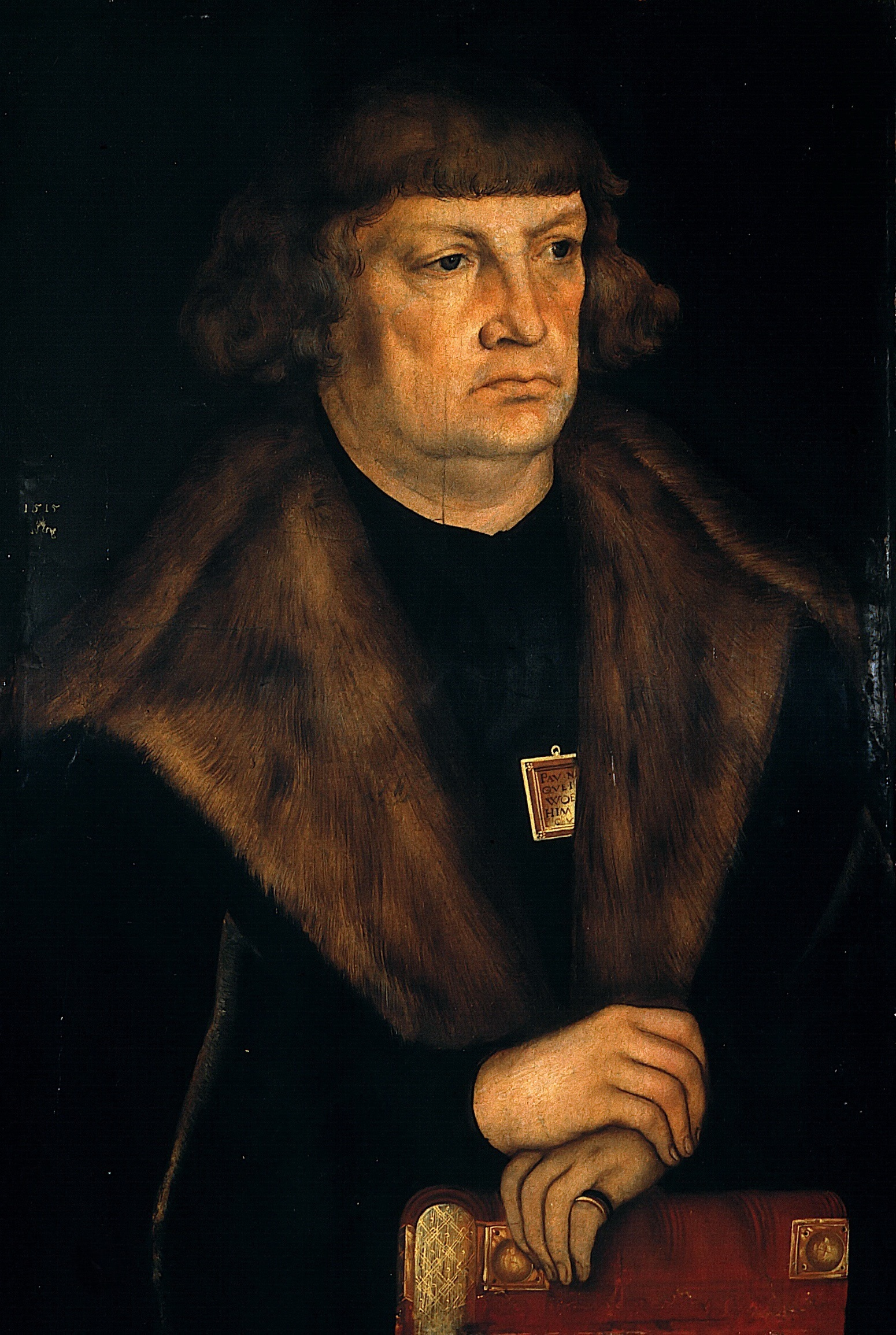
Portrét starosty ve Weißenfels (1515)
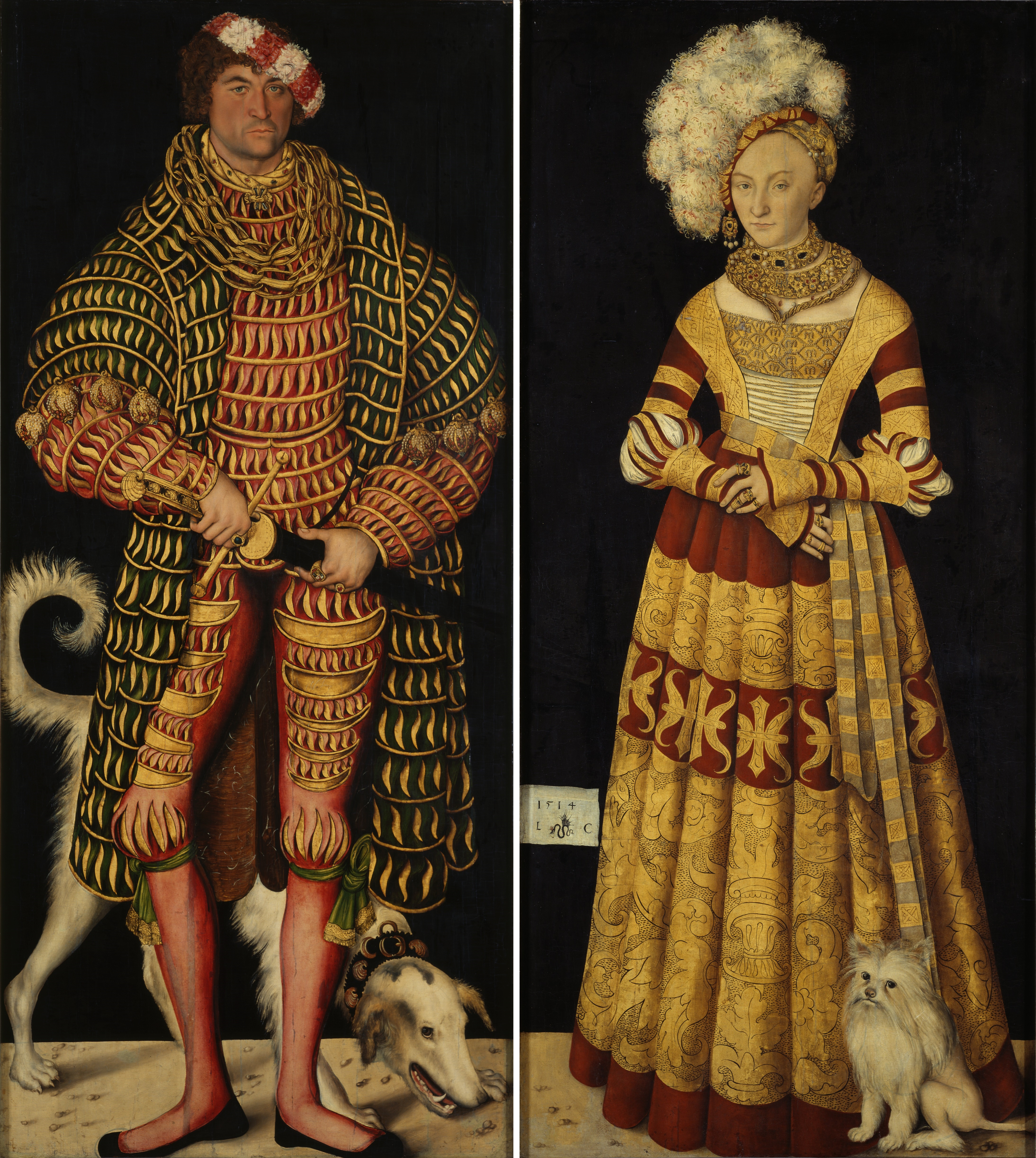
portréty vévody Jindřicha Saského a Kateřiny Saské (1514)
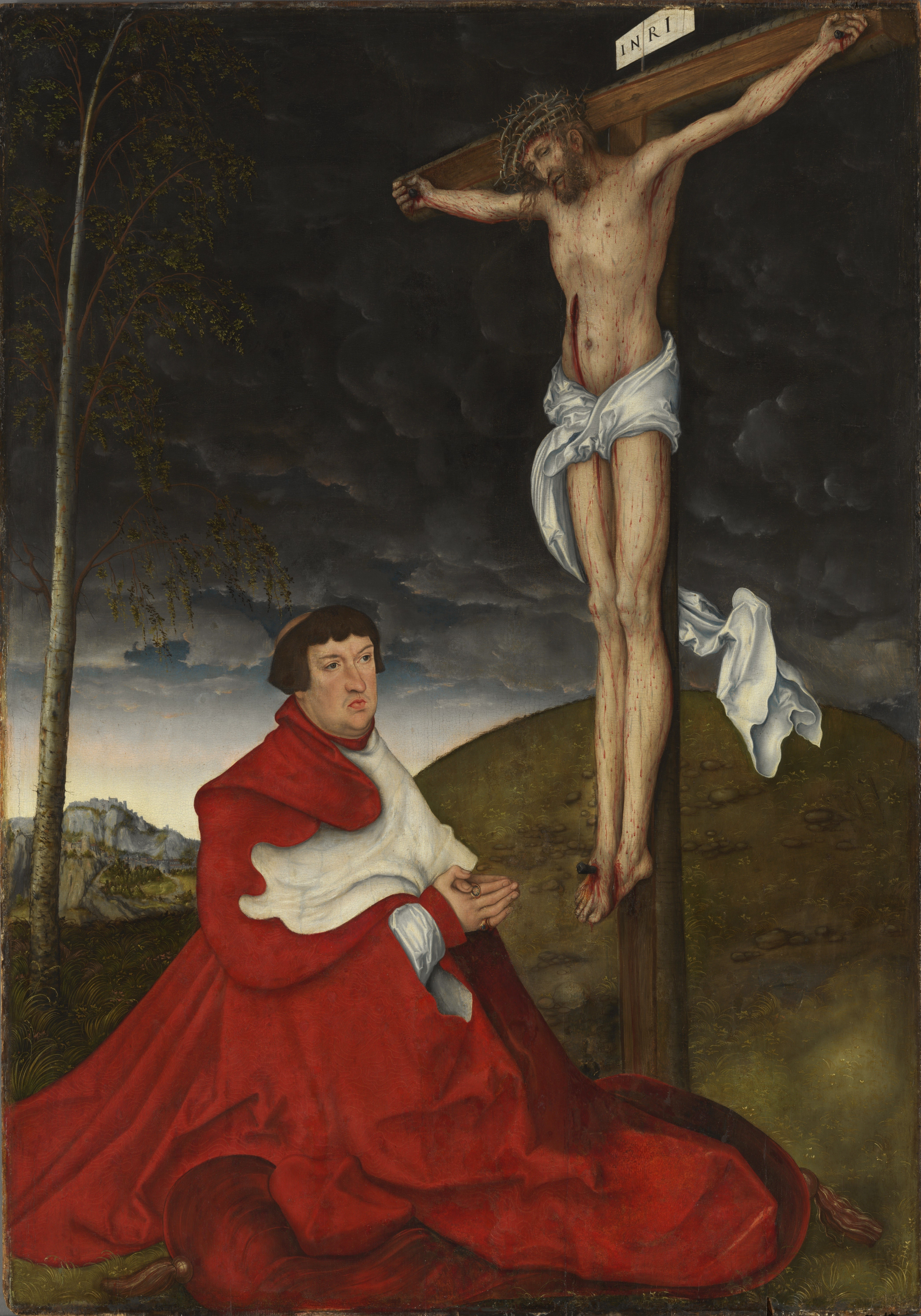
Kardinál Albrecht Brandenburský před křížem (1520)
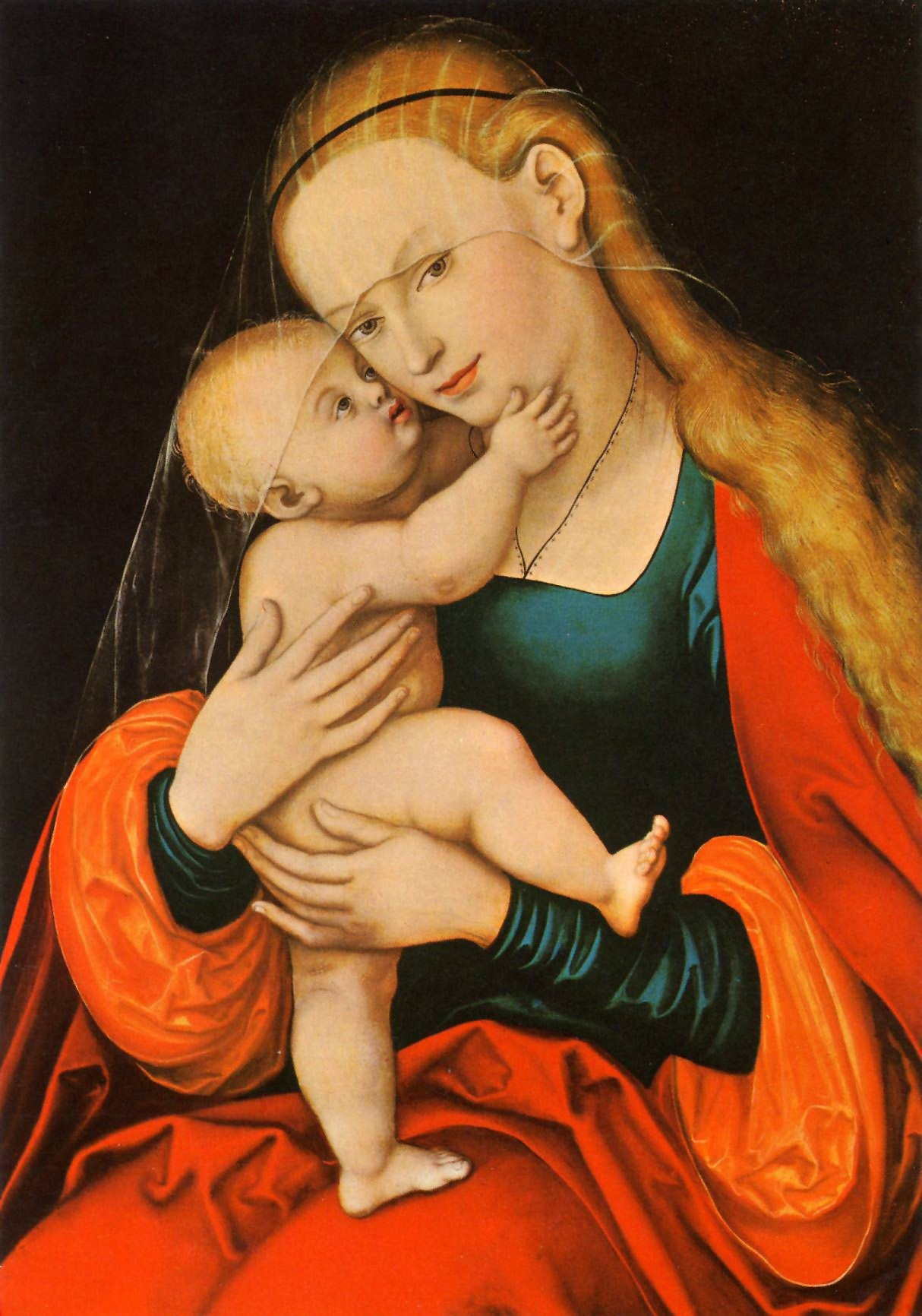
Madona Pomocná (1517-1525), Innsbruck
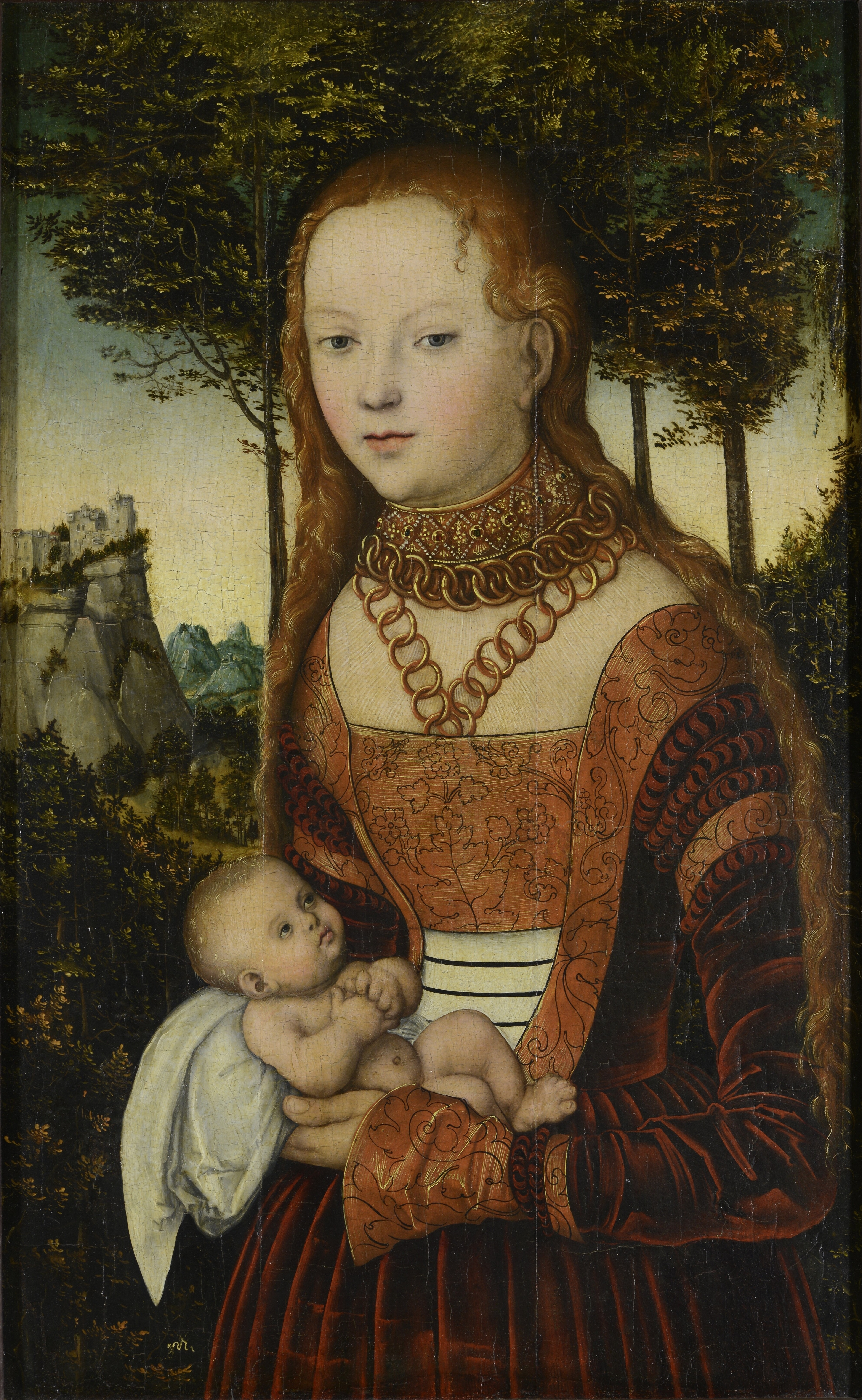
Matka s dítětem - Pokání sv. Jana Zlatoústého (1525)
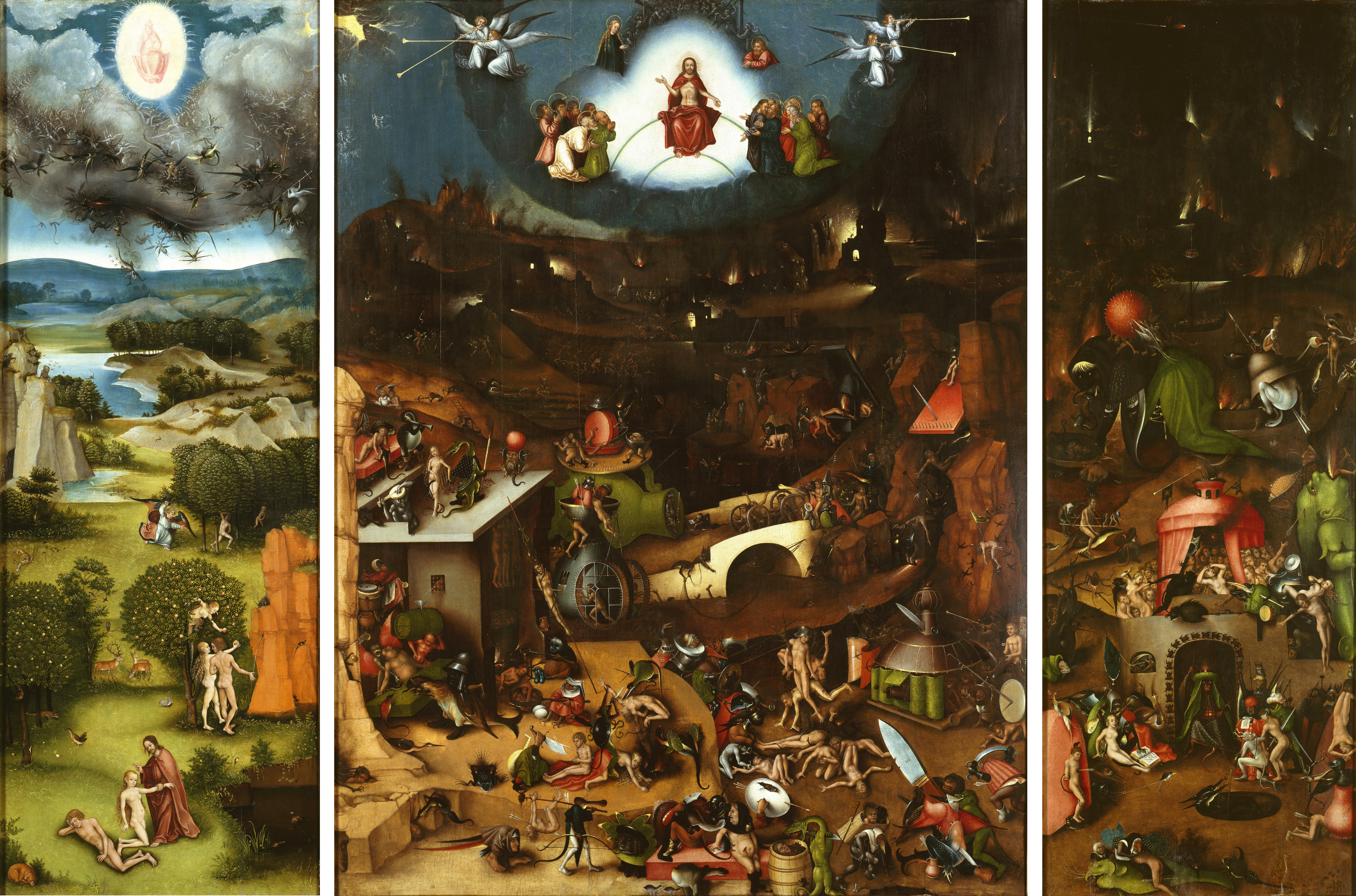
Poslední soud dle Hieronyma Bosche (1524, Gemäldegalerie, Berlin)
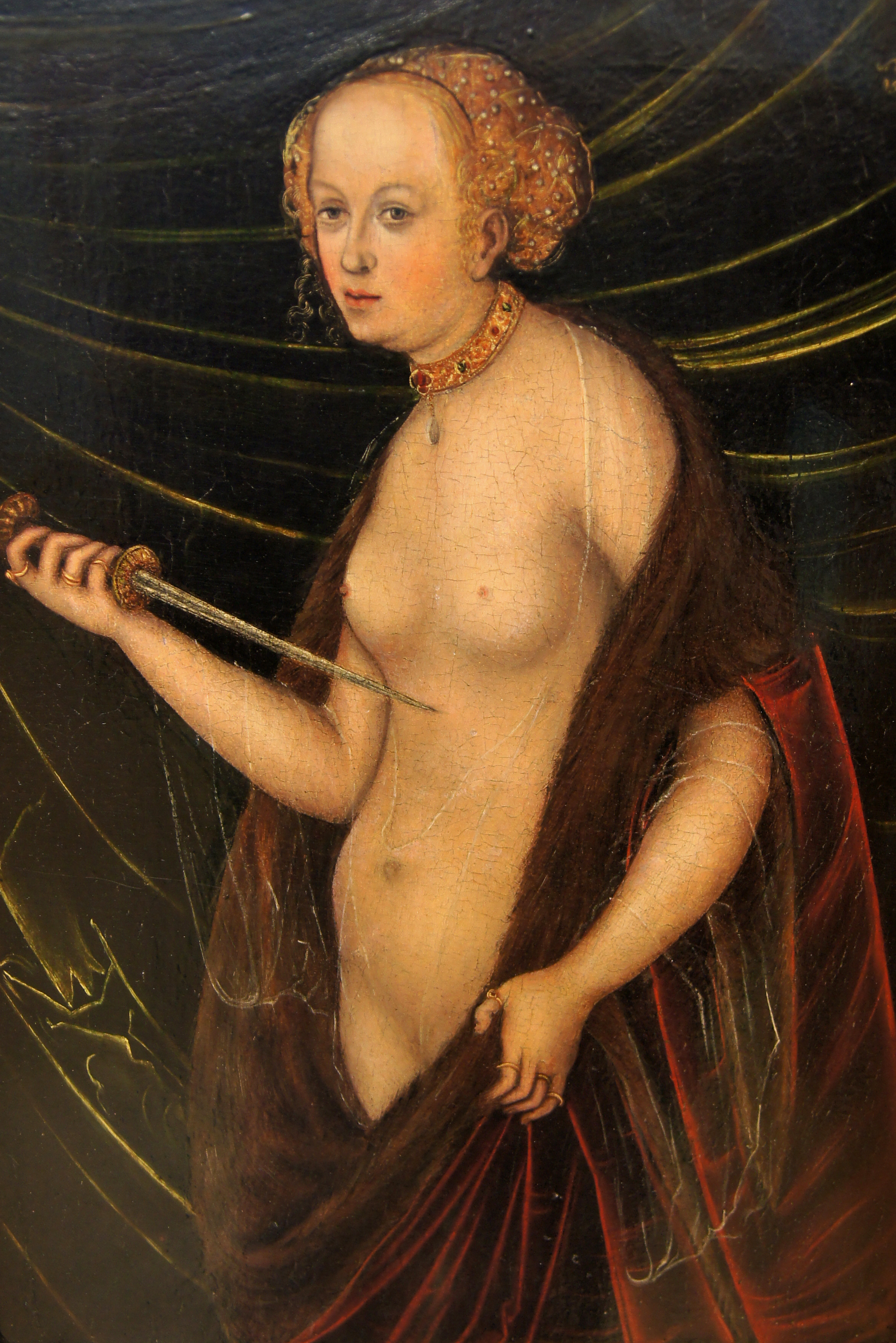
Sebevražda Lukrécie (1525), následovník L C
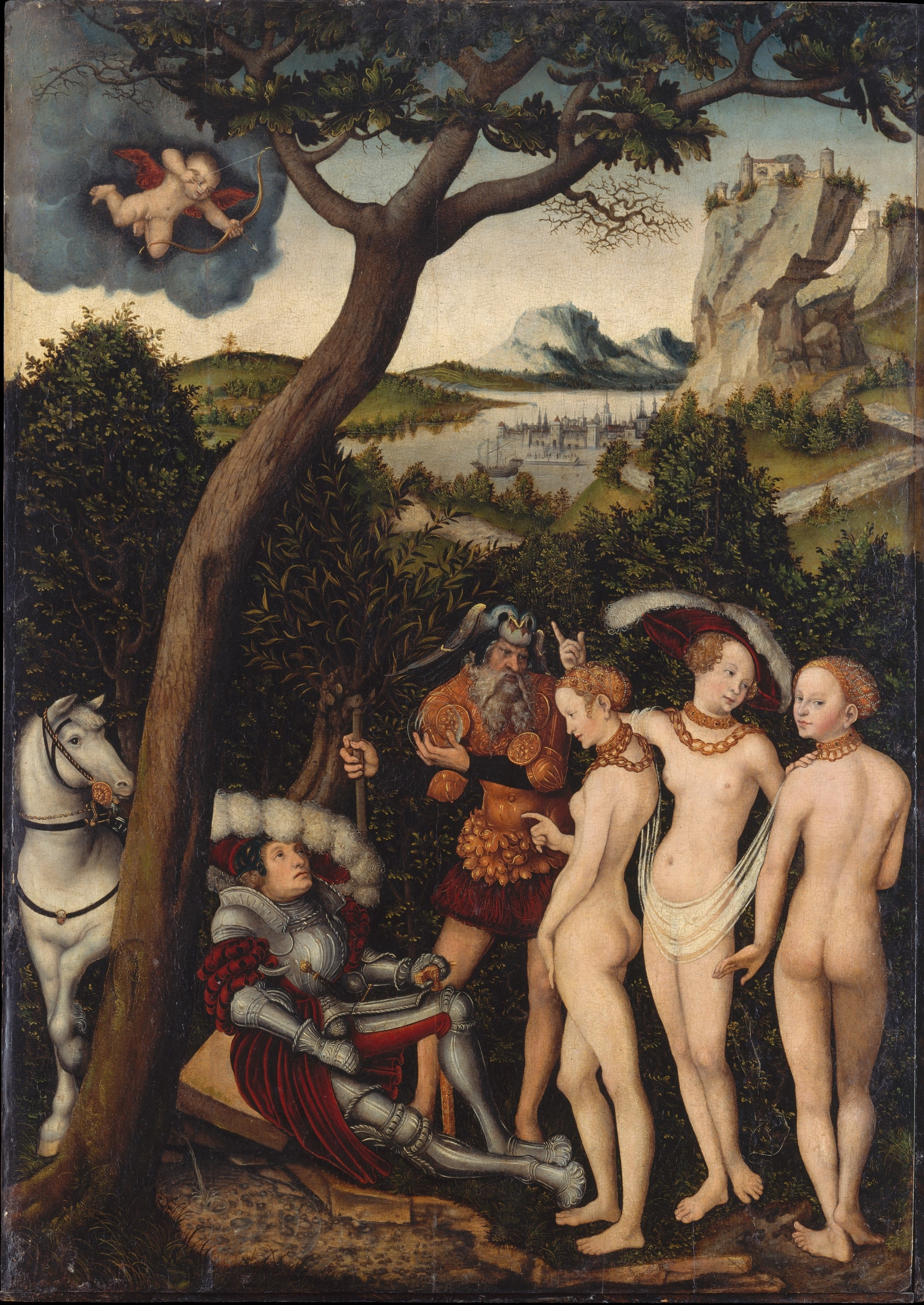
Paridův soud (1528)
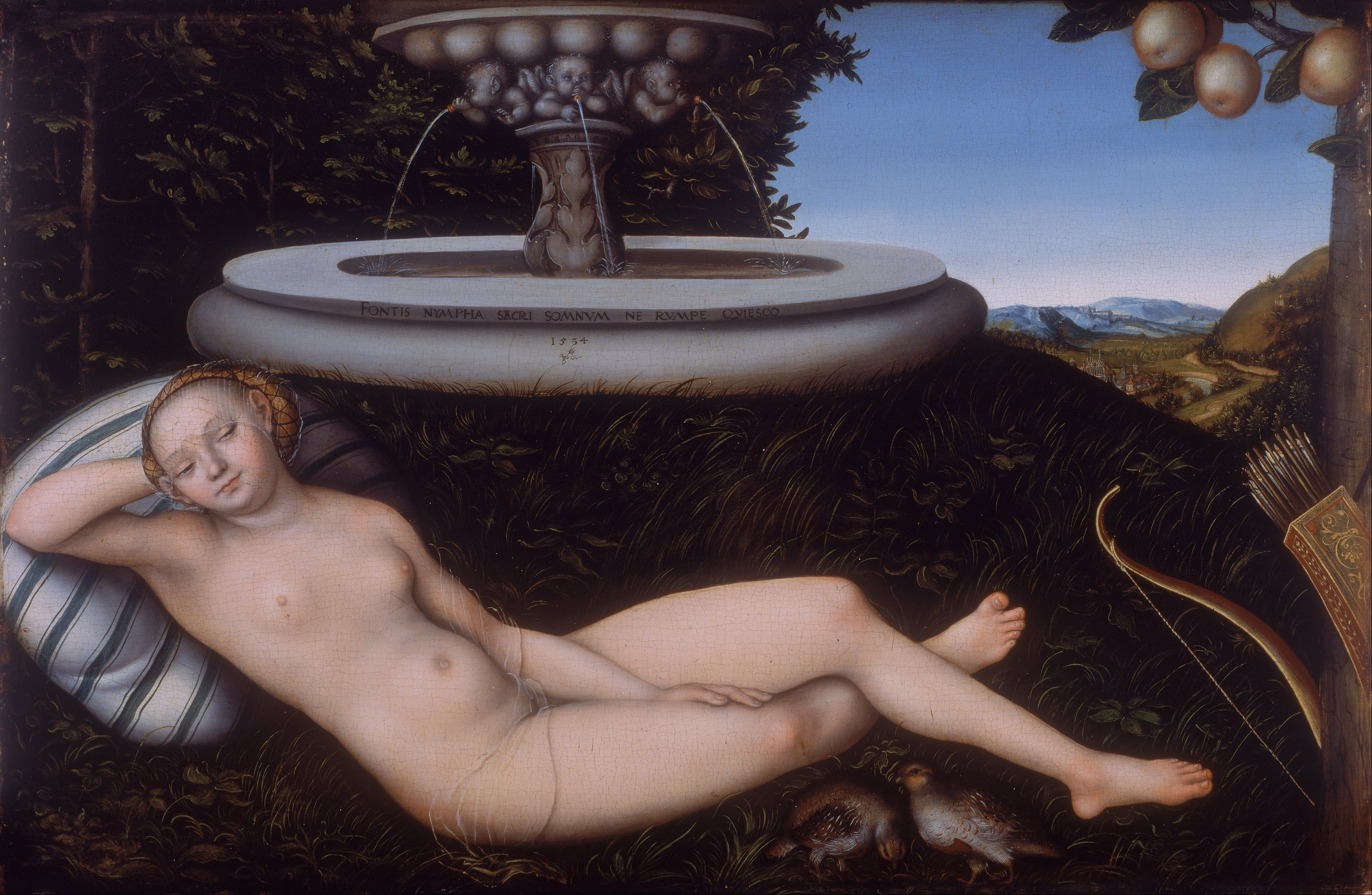
Nymfa u pramene (1534), Google Art Project
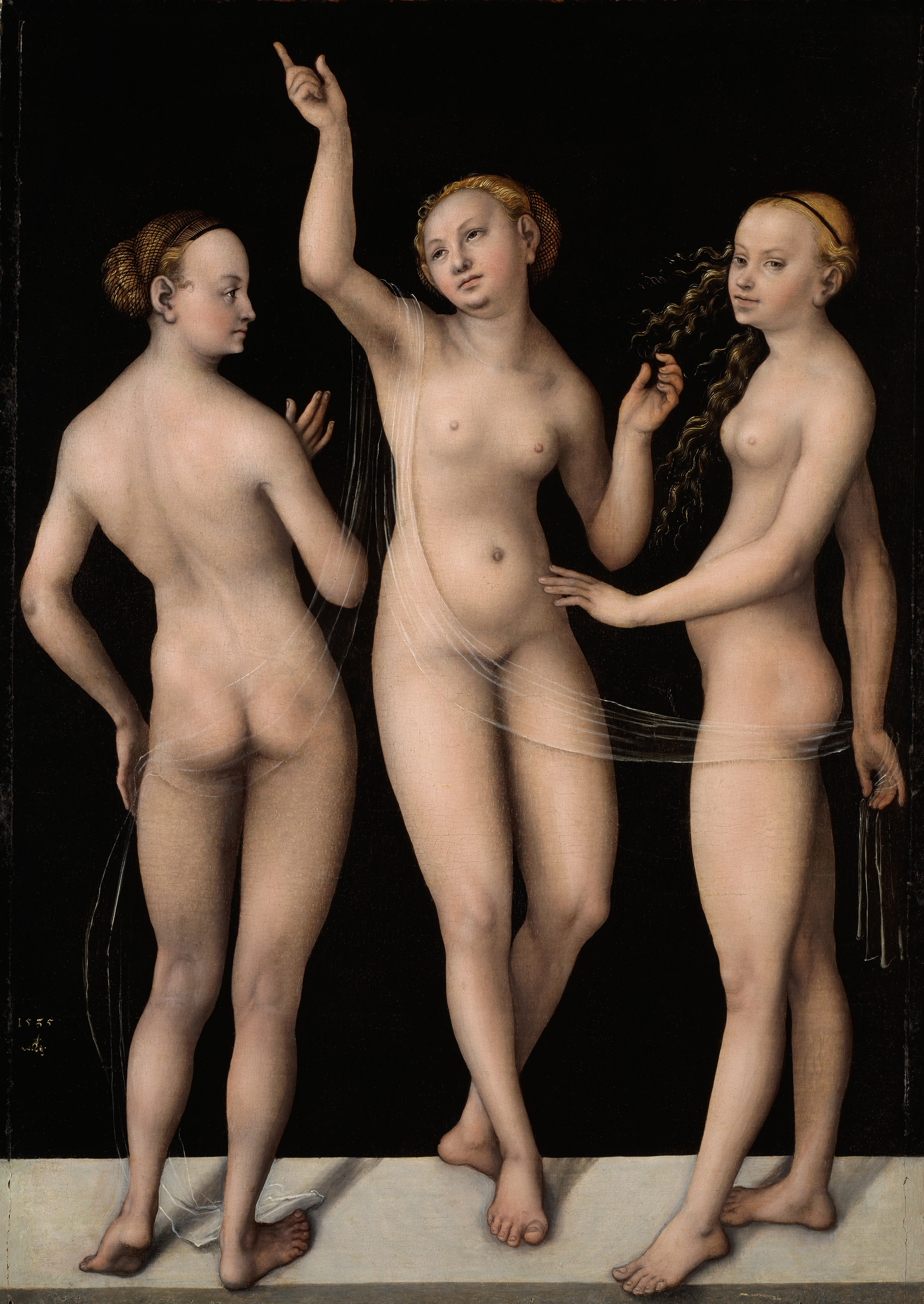
Tři grácie (1535), Google Art Project
Adam a Eva (1538), Národní galerie v Praze
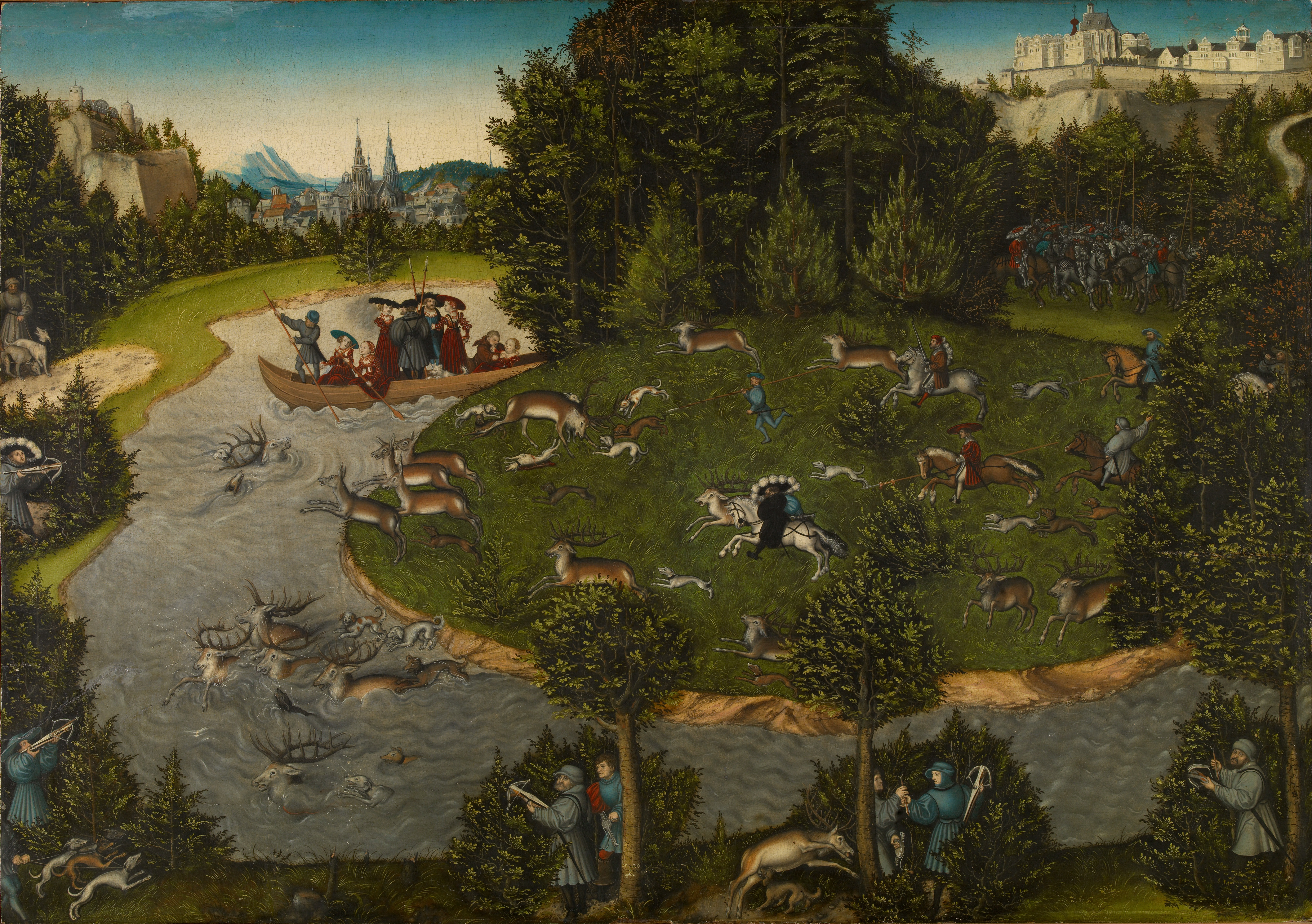
Lov na jeleny, Kunsthistorisches Museum, Vídeň
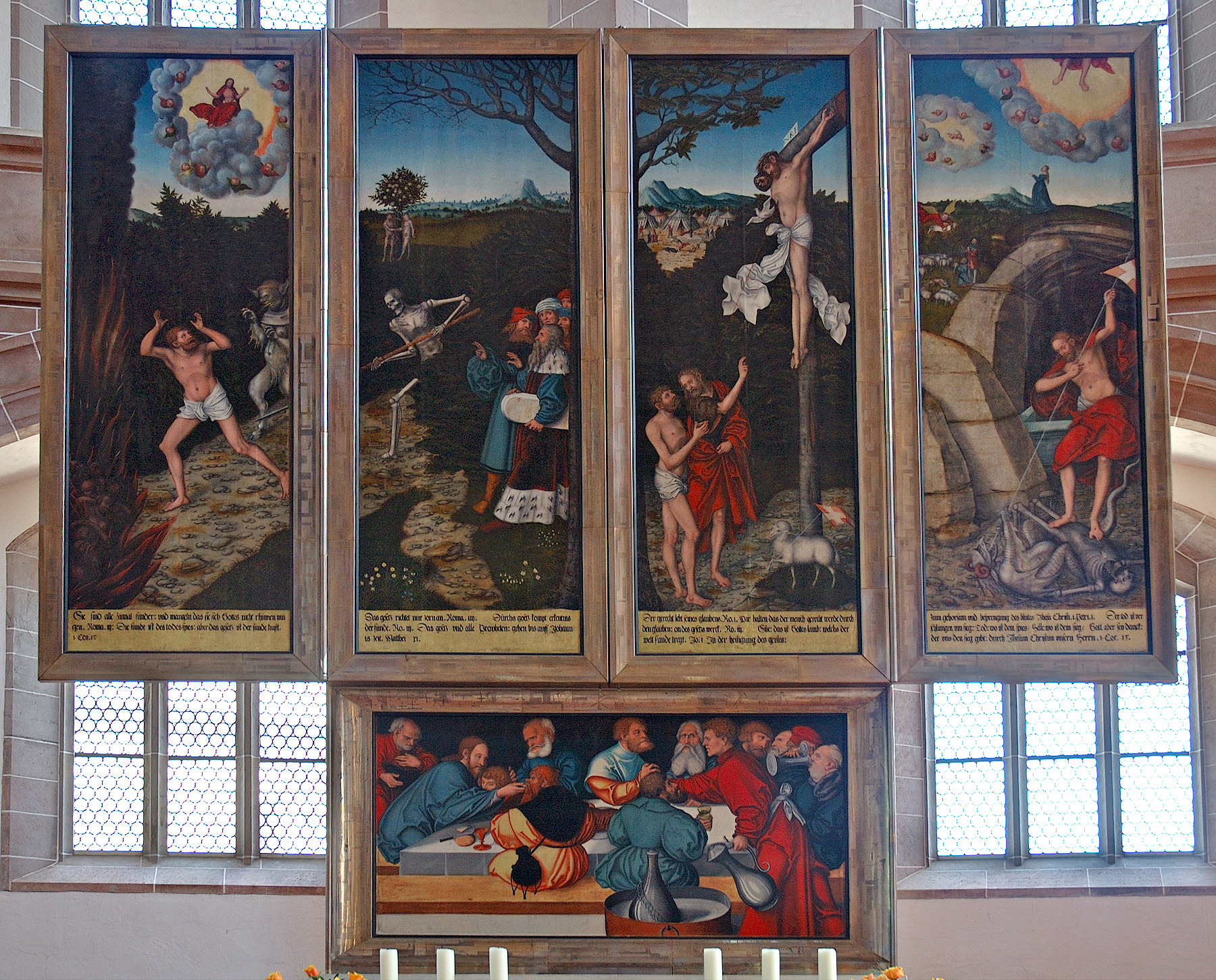
Schneeberg, St. Wolfgangskirche altar
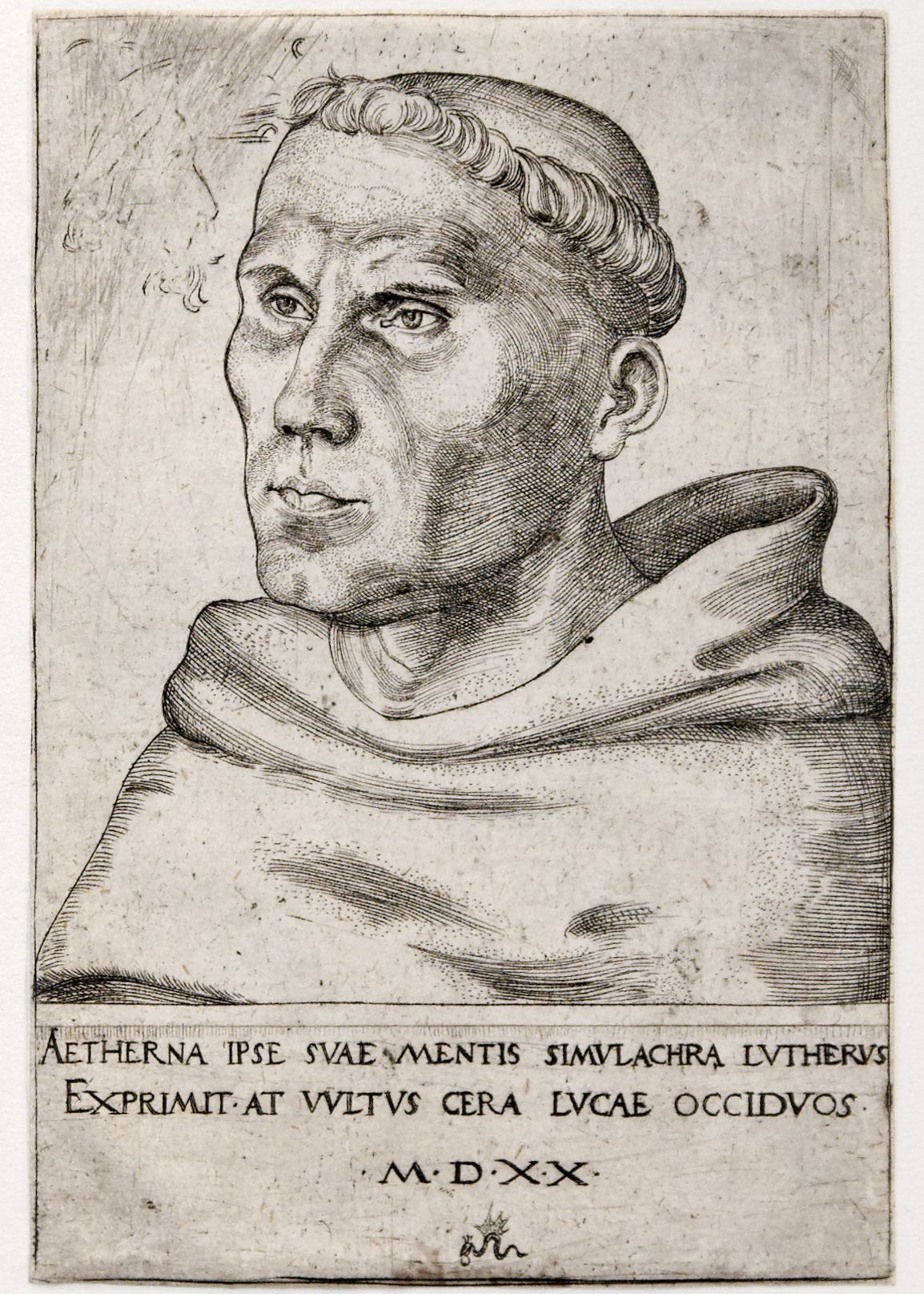
Luther jako augustiniánský mnich, mědiryt (1520)
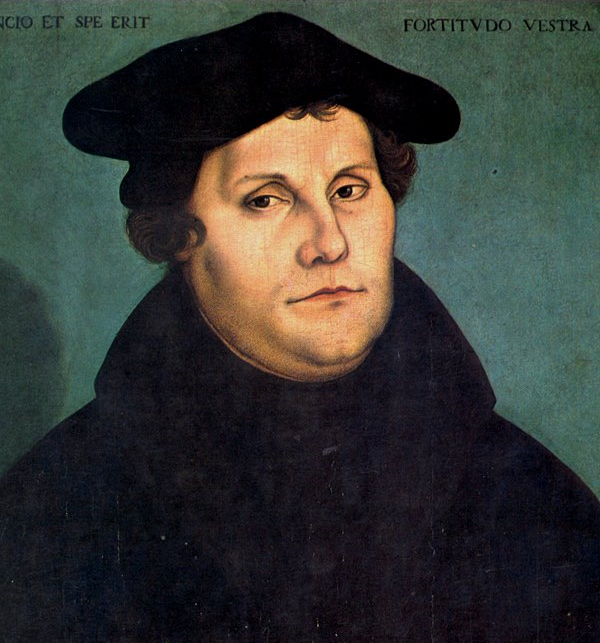
Martin Luther (1526)
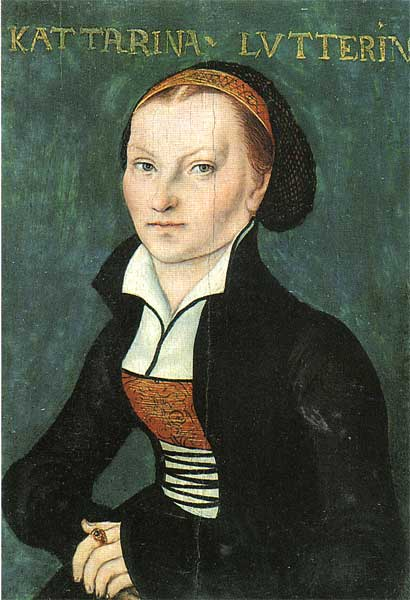
Katherine von Bora, Lutherova žena (1527)
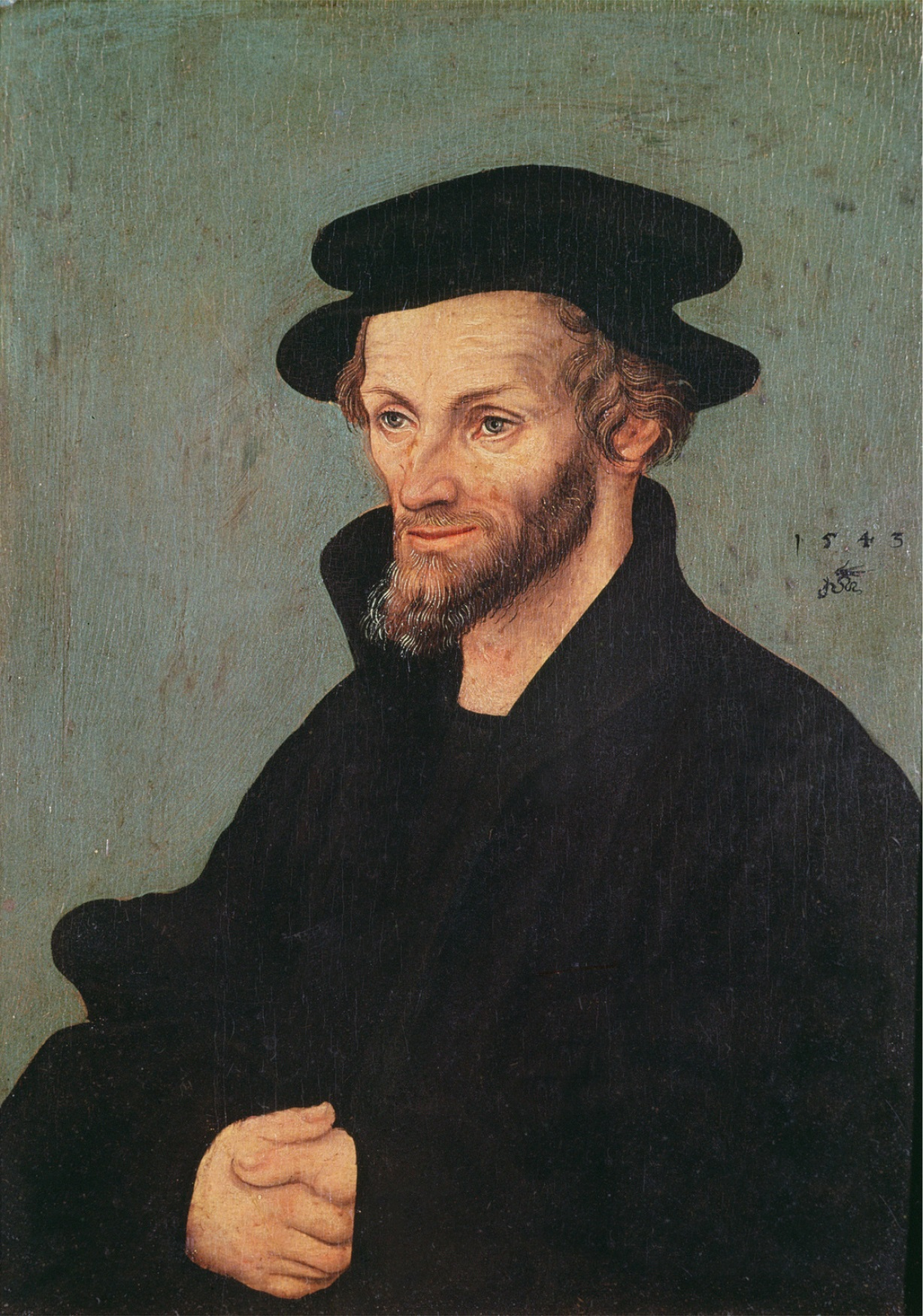
Philipp Melanchthon (Hamburg, 1543)
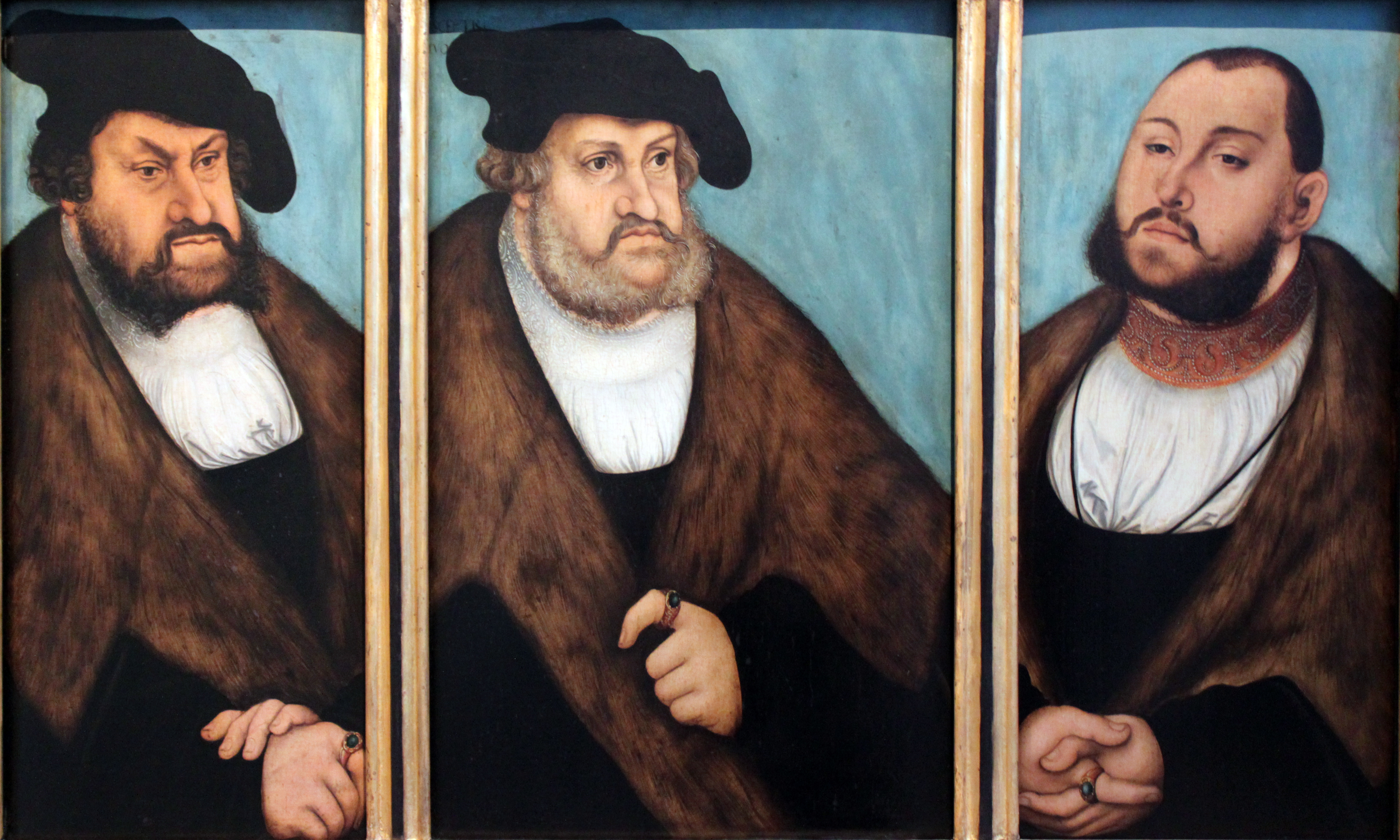
Portréty saských kurfiřtů (1532)
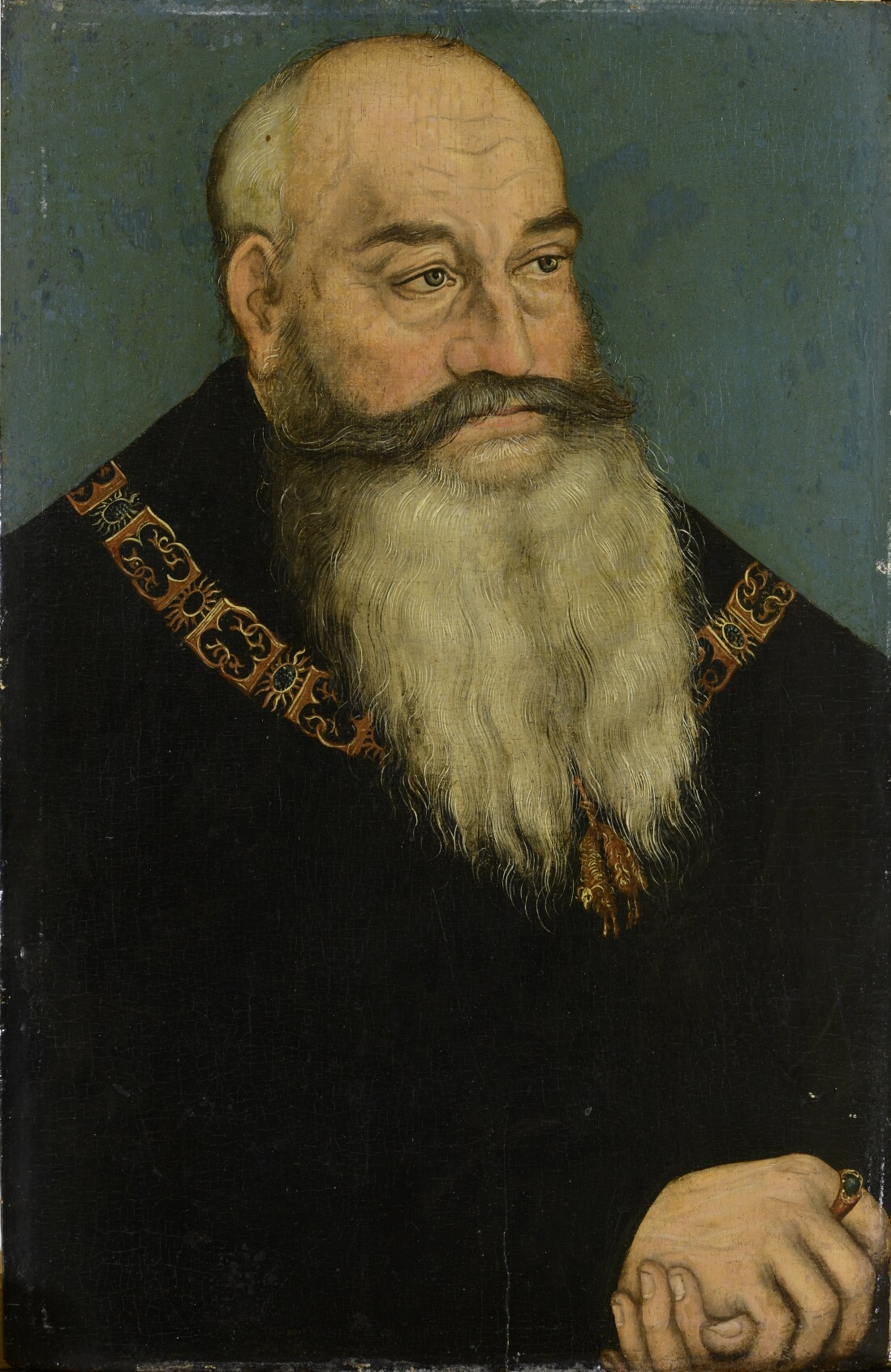
Georg der Bärtige (1534)
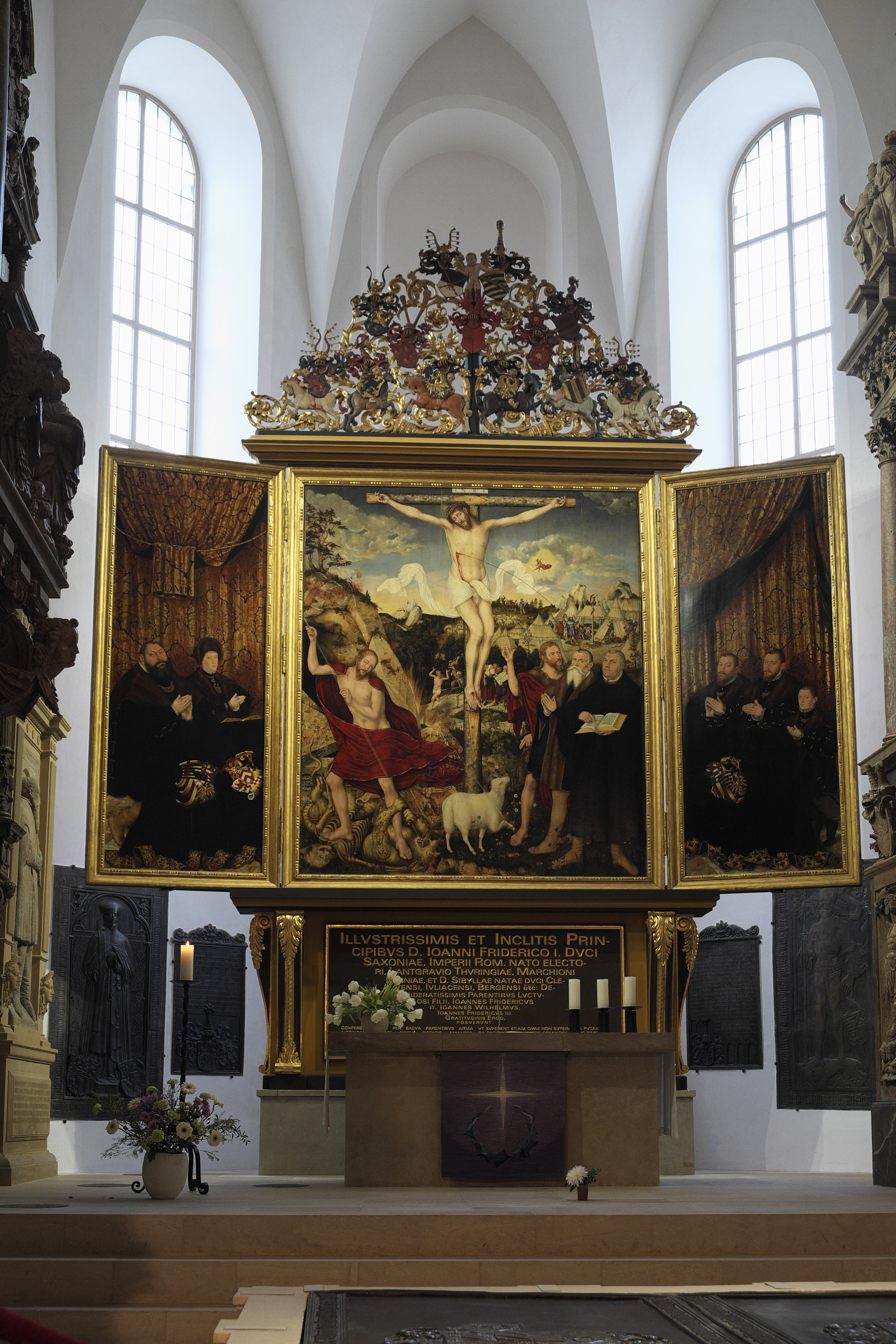
Výmarský oltář, Lucas Cranach mladší (1555)